# リートベルク
リートベルク (ドイツ語: Rietberg, ドイツ語発音: [ˈriːtbɛrk] ( 音声ファイル)) は、ドイツ連邦共和国ノルトライン＝ヴェストファーレン州デトモルト行政管区のギュータースロー郡に属す市である。州北東部オストヴェストファーレン地方、エムス川上流に面している。人口は28,000人強で、ビーレフェルトの南西約 25 km に位置している。
リートベルクは、1100年頃に Rietbike という標記で初めて記録されている。この地域が主に湿地であることから、 Reet（現代標準ドイツ語の Ried にあたる。ヨシなどが生える湿地の意）と Bike（現代標準ドイツ語の  Bach にあたる。「小川」の意）に由来したものである。本市は、その周辺市区部を含め、1807年まで独立した領邦であったリートベルク伯領に属していた。中核市区はリートベルク城の北にあたる。リートベルクは1815年にプロイセンに移管され、1843年のヴェストファーレンの地方自治体法以後アムト・リートベルクを形成していた。このアムト内の独立した市町村は、1970年1月1日に市町村再編によって現在のリートベルク市の形に再編された。
市の中心部には、16世紀から17世紀に建設された多くの家屋が残されており、このためリートベルクは「美しい破風の街」とも呼ばれる。2008年には州のガーデンショーの開催地となった。2009年6月から中核市区は「州指定の保養地」という肩書きを担っている。

## 地理

### 位置
リートベルクは、政治上はドイツ、ノルトライン＝ヴェストファーレン州デトモルト行政管区に属すギュータースロー郡南部に位置している。自然環境上、本市は、ヴェストファーレン盆地東部のエムス川沿いにあたるエムスザントエーベネ（エムス川沿いの低地）に位置する。この他の主な川には、ヴァーペル川とゼンネバッハ川がある。これらの川や小川の大部分は市内でエムス川に合流している。ただし市の最も南側の小川はリッペ川支流のグレネ川を通って、最終的にはライン川に注ぐ。
最寄りのより大きな都市としては、西 10 km にレーダ＝ヴィーデンブリュック、北 14 km にギュータースロー、同じく北 26 km にビーレフェルト、南東 27 km にパーダーボルン、南 18 km にリップシュタットがある。
市内の最高地点は海抜 93 m、最低地点は海抜 74 m である。

### 地質学

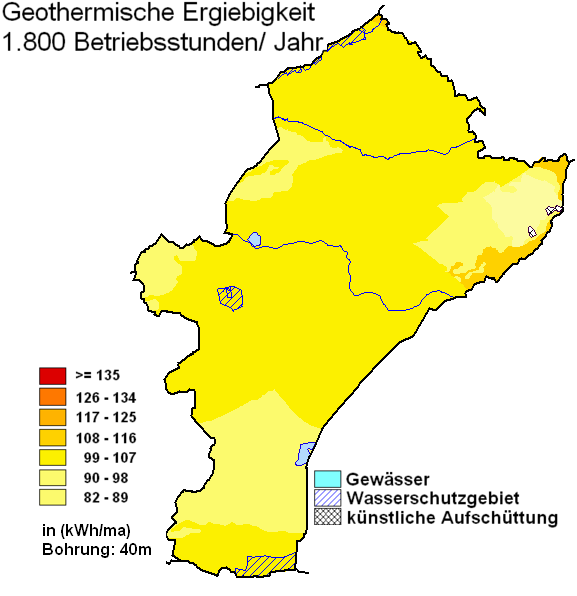
リートベルク市の地熱分布図

本市は平らで、地域区分は明確でない。地層の深くは古生代（デボン紀、石炭紀）の褶曲した岩層で形成されている。その上には中生代（白亜紀後期）のシルト・泥灰岩や粘土岩・泥灰岩が 800 m 以上の厚さで存在し、ヴェスターヴィーエの白亜紀丘陵群のように地表面に現れている箇所もある。
表層は、ほぼ完全に粒の細かい砂礫でできている。この砂とシルトは、エムス川とその支流が氷期や約1万年前からの地質学的現代に堆積させたもので、平らな低地を形成している。たとえば、市域東部のエムス川沿いの草地には後氷期に湿地化した低地が見られる。
リートベルクの市域は、地熱ゾンデによる地熱源やヒートポンプによる地熱採取については、「中程度」から「良好」で、市の東部のわずかな部分だけが「極めて良好」な状態にある（右図参照） 。

### 市域の広がりと土地利用
クライネ・ミッテルシュタット（直訳すると「小さな中規模都市」）に分類されるこの街の面積は、110.31 km2 である。南北の最大幅は約 14 km、東西のそれは約 18 km である。
市域の多くは農業用地で、72.9 % を占める。これは州平均 (48.3 %)よりも約 20 % 以上高い値であるが、田舎の風情が強いギュータースロー郡の平均値 (61.8 %) とほぼ同程度である。これに対して、森林占有率 (4.6 %) は州平均 (25.9 %) よりも 21 % 程度低い。これ以外の土地利用については州平均と同レベルである。
以下の表に土地利用の詳細を示す。
| 土地用途別面積 | 農業用地 | 森林  | 宅地、空き地 産業用地 | 交通用地 | 水域  | スポーツ用地 および緑地 | その他 |
| -------------- | -------- | ----- | --------------------- | -------- | ----- | ----------------------- | ------ |
| 面積 (km2)     | 80.42    | 5.05  | 13.47                 | 6.18     | 2.76  | 1.98                    | 0.45   |
| 占有率         | 72.9 %   | 4.6 % | 12.2 %                | 5.6 %    | 2.5 % | 1.8 %                   | 0.4 %  |

### 隣接する市町村
リートベルクは、南はリップシュタット（ゾースト郡）、南西はランゲンベルク、西はレーダ＝ヴィーデンブリュック、北はギュータースロー、北東はフェルル（以上、ギュータースロー郡）、東はデルブリュック（パーダーボルン郡）と境を接している。

### 市の構成
基本条例の§3によれば、リートベルク市の市域は以下の7地区で構成されている。
| 地区名             | 地区名       | 人口（人） | 面積 (km2) | リートベルク市地区図 |
| ------------------ | ------------ | ---------- | ---------- | -------------------- |
| リートベルク       | Rietberg     | 9,550      | 21.5       |                      |
| マストホルテ       | Mastholte    | 6,431      | 28.0       |                      |
| ノイエンキルヒェン | Neuenkirchen | 6,078      | 8.2        |                      |
| ボーケル           | Bokel        | 1,951      | 10.1       |                      |
| ヴェスターヴィーエ | Westerwiehe  | 2,456      | 15.0       |                      |
| ファーレンゼル     | Varensell    | 3,310      | 17.7       |                      |
| ドルフェル         | Druffel      | 1,193      | 9.8        |                      |
| 合計               | 合計         | 30,969     | 110.3      |                      |

### 気候
リートベルクは穏和な中央ヨーロッパ気候に属している。この街は亜大西洋性の海洋性気候地域に位置している。冬は大西洋の影響でおおむね穏和であり、夏はかなり暑い。
亜大西洋性海洋気候であることから年間を通して湿潤で、比較的平均した降水がある。リートベルクの長期平均年間降水量は 772 mm である。これはドイツ全土の平均値 (700 mm) よりも多い降水量である。
| リートベルクの気候 | リートベルクの気候 | リートベルクの気候 | リートベルクの気候 | リートベルクの気候 | リートベルクの気候 | リートベルクの気候 | リートベルクの気候 | リートベルクの気候 | リートベルクの気候 | リートベルクの気候 | リートベルクの気候 | リートベルクの気候 | リートベルクの気候 |
| 月                 | 1月                | 2月                | 3月                | 4月                | 5月                | 6月                | 7月                | 8月                | 9月                | 10月               | 11月               | 12月               | 年                 |
| ------------------ | ------------------ | ------------------ | ------------------ | ------------------ | ------------------ | ------------------ | ------------------ | ------------------ | ------------------ | ------------------ | ------------------ | ------------------ | ------------------ |
| 降水量 mm （inch） | 62.9 (2.476)       | 43.8 (1.724)       | 60.4 (2.378)       | 58.9 (2.319)       | 70.7 (2.783)       | 73.2 (2.882)       | 81.4 (3.205)       | 71.5 (2.815)       | 61.1 (2.406)       | 49.2 (1.937)       | 64.7 (2.547)       | 74.9 (2.949)       | 772.7 (30.421)     |
| 出典：ドイツ気象庁 |                    |                    |                    |                    |                    |                    |                    |                    |                    |                    |                    |                    |                    |

リートベルクの公式な気温測定値はない。隣接するレーダ＝ヴィーデンブリュックの測候所における2002年から2006年までの平均気温は 11.1 ℃である。

## 歴史

### 最初の入植とリートベルク城
リートベルク周辺地域には旧石器時代からヒトが定住していた。1973年に市の南端で発見された出土品がこれを示している。「グローサー・ヘッペ」では住居跡が発見されている。
リートベルクの最初の記録は、1100年頃に Rietbike という表記でなされている。この地名は Ried（ヨシの生えた湿地）と Bach（小川）に由来する。11世紀にはすでに、ここに城郭施設としてのリートベルクが築かれた。この城はヴェルル＝アルンスベルク伯領とパーダーボルン領との境界防衛のための城であった。この城の陰に手工業者や商人が定住した。後にこの集落に防衛施設が設けられた。メインストリートは現在の「リューゲン通り」であった。

### リートベルク伯領

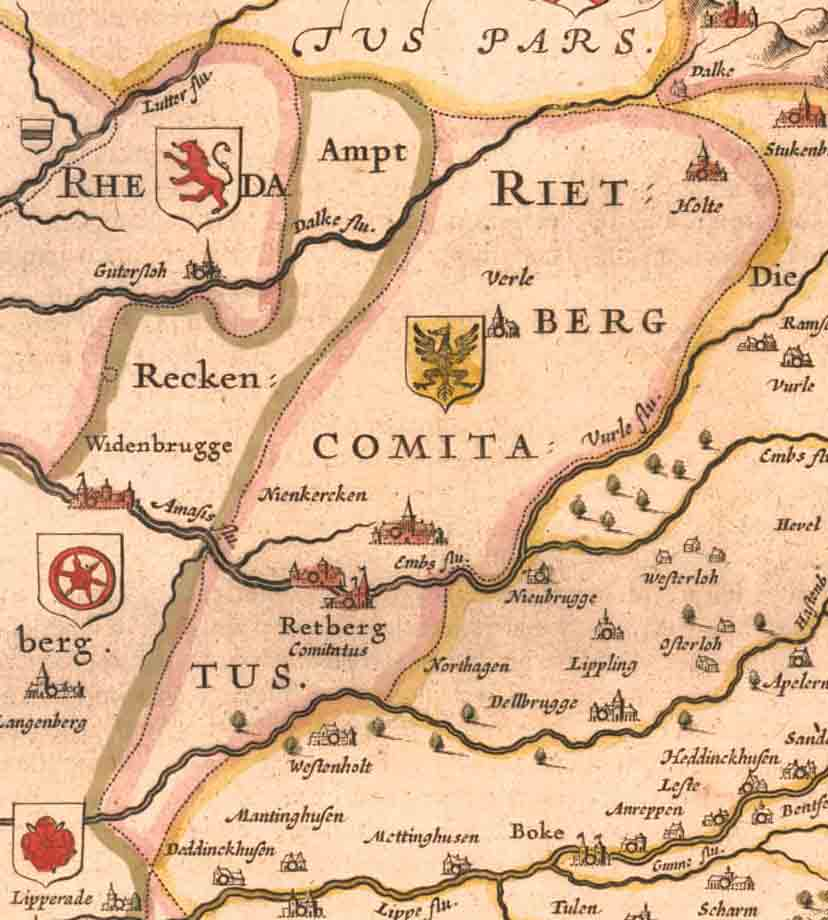
1645年から1662年の間に描かれたリートベルク伯領を示す地図

1273年9月1日アルンスベルク伯ゴットフリート2世とクイク＝アルンスベルク伯コンラート1世との間で遺領の分割が行われた。コンラート伯はリッペ川の北部地域を独立した領邦とし、この地にあった城にちなんで「リートベルク伯領」と名付けた。彼自身もリートベルク伯を称した。その支配地域は、北はシュロス・ホルテ/リームケから、南はマストホルテに至った。東はパーダーボルン司教領に、西はオスナブリュック伯領に属すアムト・レッケンベルクに接していた。ヴィーデンブリュックのレッケンベルクにはオスナブリュック司教領の行政機関があった。
1289年10月10日付の Nos judex, procosules et consules opidi Rethbergensis（「我らリートベルク市の判事、市長、議員らは」）で始まる文書は、リートブルクが固有の市議会制度を有する都市であった事を示す最も古い証拠である。これは、城と集落が古いことを推測させるものである。
小さな領邦であったにもかかわらずこの伯領は固有の軍隊と通貨を有していた。貨幣は17世紀になるまでミュンター通りで鋳造されていた。さらに伯領固有の法律もあった。14世紀には市の約 1 km 南にあったリートベルク城館から統治がなされていた。
1456年、コンラート5世伯はそれまで帝国直轄の伯領だったこの領邦を、ヘッセン方伯ルートヴィヒ1世に600グルデンでレーエンとして委託しなければならなくなった。これによりリートベルクは独立性を失い、ヘッセン方伯のレーエン支配下に置かれた。
オットー3世伯は、オストフリースラント（東フリースラント）の族長ヘーロ・オムケンの娘オンナ・フォン・エーゼンスを2人目の妻として結婚し、洗礼者聖ヨハネ教区教会と聖マルガレータ教区教会で2人の説教者によって宗教改革が宣言された。オンナを介してオットーと結びついたことで彼はハールリンガーラントの相続権を獲得した。

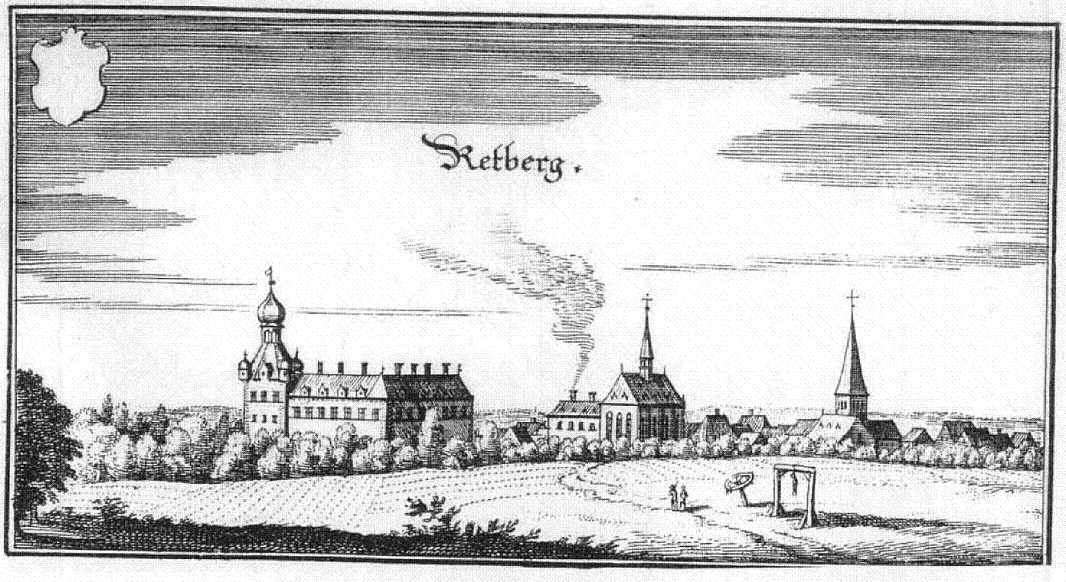
1647年に出版されたマテウス・メーリアンの銅版画に描かれたリートベルク

オットー3世と前妻との息子オットー4世伯は、1533年に嗣子を遺さずに亡くなった。これにより、父親とその2人目の妻との間に生まれた子で、オットー4世にとっては腹違いの弟であるヨハン2世がこの伯領を継承した。ヨハン2世は1540年にハールリンガーラントの領主権も手に入れた。ヨハン2世は1562年にケルンの牢内で亡くなった。子供は娘が2人で、リートベルク伯家の男系の血統は断絶した。当初ヘッセン方伯はこのレーエンを廃止したが、2人の娘アルムガルトとヴァルブルギスがプロテスタントに改宗したことで1565年に伯領を彼女らに与えた。ヴァルブルギスは1581年にオストフリースラント伯エノー3世と結婚した。これによりリートベルクとハールリンガーラントの領主権は彼のものとなった。彼はベルーマー協定にリートベルク伯領を娘のザビーネ・カタリーナに与えることを記している。ザビーネ・カタリーナは伯領を相続し、叔父にあたるオストフリースラント伯ヨハン3世と結婚した。彼らはリートベルクのオストフリートラント家を興し、この伯領を再びカトリックに戻した。
しかしオストフリースラント家の男系血統も1690年に断絶した。リートベルクは1699年に相続人である娘マリア・エルネスティーネ・フランツィスカの結婚によりカウニッツ伯家のものとなった。

### ナポレオンとプロイセンの統治下
1807年から1813年までリートベルク伯領はナポレオンの衛星国であるジェローム・ボナパルト治下のヴェストファーレン王国に属した。それにもかかわらず、リートベルク伯の称号はリヒテンシュタイン侯が引き継ぎ、現在はハンス・アダム2世と公世子アロイスがその爵位を有している。
1822年に商人のフリードリヒ・ルートヴィヒ・テンゲが陪臣化された伯領の土地を獲得した。テンゲの農場経営はミュンテ家に委託された。イギリス式のモデルに基づき、賃借小作の土地に簡単な住居が建てられた。
1843年、ヴェストファーレンの地方自治体法により、リートベルクを主邑とするアムト・リートベルクが創設された。リートベルク自身の他に、ボーケル、ドルフェル、マストホルテ、メーゼ、ノイエンキルヒェン、ファーレンゼル、ヴェスターヴィーエの 7町村がこれに含まれた。人口が 2,500人に満たなかったリートベルクは、これを理由に都市権を喪失し、第二次世界大戦終結まで「ティトゥラーシュタット」（名義上の都市）という状態におかれた。
1830年代以降、リートベルクでも操業していた紡績工場が著しく衰退し、1844年のシレジアの織工蜂起の影響がこの地にまで及んだ。リートベルクの織工、紡績工、手工業者、農民が労働者階級のための協会の設立集会をビーレフェルトで開催した。農民の貧困は1848年に頂点に達し、2,000から3,000人の農民がリートベルク周辺地域から布商人テンゲの住居であるニーダーバルクハウゼンに押し寄せ、これにより農民の課徴金は 50 % 近く減額された。
治安と秩序を維持するために役人のペリツェウスは1848年3月24日に住民による自警団を組織し、夜の9時から朝の4時までパトロールすることを呼びかけた。260人がこの活動に参加したが、この自警団は1849年10月24日に法律によって再び廃止された。

### リートベルクの文化闘争
1875年5月31日のプロイセン修道院法は、すべての教団および教団に類似した修道会の解散を命じた。リートベルクのフランシスコ会修道院もそれにあたる。役人ドゥーフェは、フランシスコ会修道院の抵抗が国家反逆にあたるとミンデンの行政府に訴えた。この修道院は1875年8月10日に閉鎖され、数人の病人と老人だけが留まることを許された。人々はこの建物が有意義に使われるよう熟考し、6年制ギムナジウムとするよう求めた。しかしこれは実現しなかった。いわゆる「領主の間」は学校の体育館とされてしまった。1887年10月18日、教団はこの修道院を取り返した。
リートベルクでは1870年代に石油ランプによる街灯が設けられた。20世紀初めに電線が敷設され、電力供給契約が結ばれていった。さらに市による上下水道のサービスも始まった。

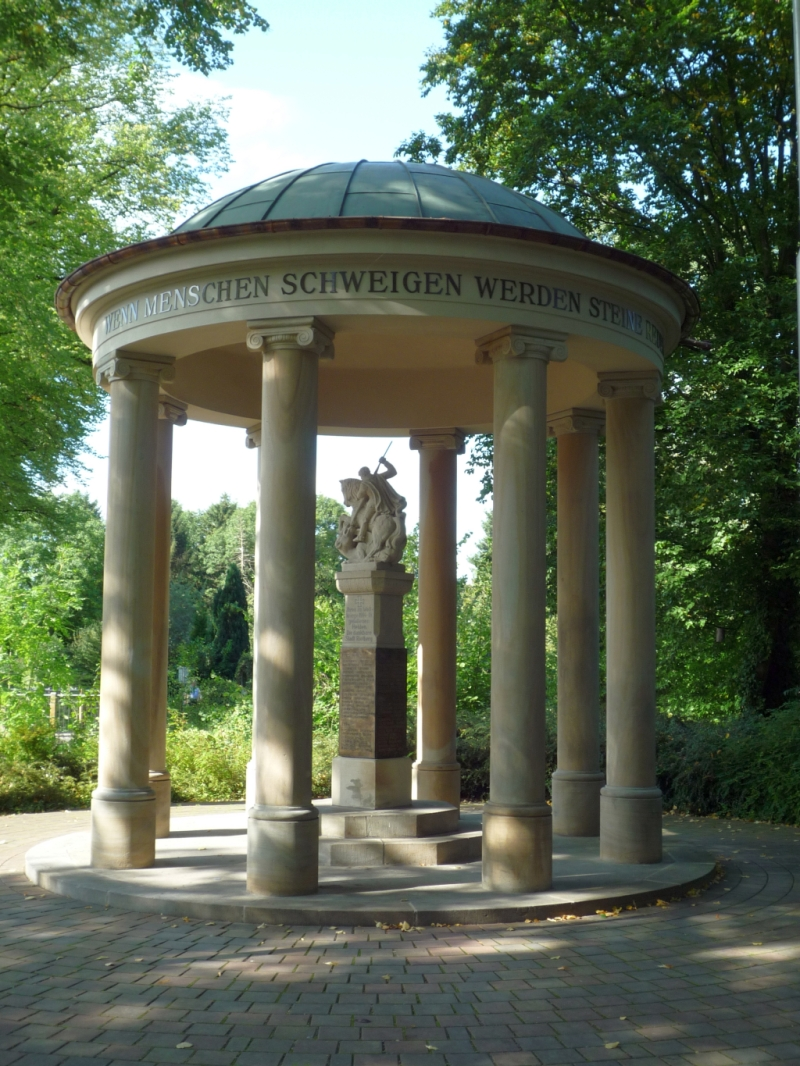
第一次世界大戦戦没者記念碑

### 第一次世界大戦
第一次世界大戦で徴兵された兵士の中には地方警察の警察官ヴォルフラムも含まれた。このため残された警官シュトルツへの負担が大きくなっていた。そこで2人の消防官が補助警察に選ばれ、12人の自警団が組織された。市と 6年制ギムナジウムは青年自警団を創設した。リートベルクでは1915年から日用品のパンとラードの配給券が交付された。さらに石炭と灯油もこれに続いた。ノイエンキルヒェン、ヴェスターロー、ヴェスターヴィーエ、マストホルテに連行された戦争捕虜によって、不足した労働力が補われた。その後女性や子供も重労働に携わった。人々は互いに助け合うことを理解しており、それはクラブ活動を盛んにした。1917年6月に教会塔の3つの鐘が戦争のために鋳つぶされた。戦時の混乱の中にもかかわらず1915年から1916年に市庁舎が改築され、1917年に街の景観を醜くすることに反対する条例が可決された。戦後、フランスやベルギーと戦った西部戦線の兵士らがリートベルクに宿営した。1923年に80人の戦没者を悼んで記念碑が建立された。この戦争には全部で334人のリートベルク住民が従軍した。

### ヴァイマル共和国と国家社会主義
1919年にリートベルクで自警団が再び組織された。399人が8つのグループに配属された。1920年には、それまでこの組織が秩序立っていなかったため隊員数が20人減少した。1933年3月5日のドイツ国会議員選挙では、リートベルクに NSDAP地区グループが存在せず、中央党が得票率 65.4 % で勝利した。NSDAP は得票率 25.9 % で第2勢力の政党であった。その1週間後に行われた町議会議員選挙でもリートベルクの勢力関係に違いは見られなかった。3月9日、国家社会主義者によって町役場にハーケンクロイツの旗が掲げられた。1933年4月18日、NSDAPの地区グループが発足した。会員数は 70人で、このうち 5人は町の公務員であった。1933年5月1日に最初の「国家活動の日」が世俗祭として祝われた。家屋は旗と緑で飾られ、町役場前にはヒトラーとドイツ国大統領ヒンデンブルクの肖像が掲げられた。日中には野外コンサートが行われ、ベルリンでの中央式典が拡声器を通して放送された。市の民俗行事は政治的背景で新たに作り替えられた。オスターフォイアー（復活祭の火）はヒトラーユーゲントとドイツ女子同盟が共同で開催し、1934年6月21日にはシュッツェン広場で「若者の日」が開催された。

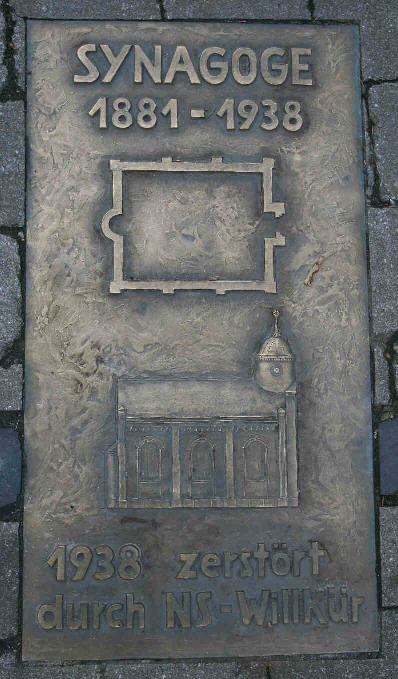
シナゴーグ記念プレート

1938年11月9日から10日の排斥運動の夜（水晶の夜）にノイエンキルヒェンのシナゴーグが放火された。その翌晩ユダヤ人の住居や店舗が襲撃された。禁じられた青少年活動や国家社会主義者に対する批判的な意見を述べたことで、聖職者は執拗にゲシュタポの標的にされた。その多くは尋問、家宅捜索、押収、拘束を受けた。東方正教会の賛美歌を翻訳した卓越した神父キリアン・キルヒホフは「国家を腐敗させる言説」のために1943年にドルトムントで拘束され、1944年3月7日にベルリンで死刑判決を受けた。この判決は1944年4月24日に斬首により執行された。

### 第二次世界大戦
第二次世界大戦開戦後、1939年10月から1940年2月半ばまで、ブランデンブルクやバイエルン北部からの砲撃部隊および歩兵部隊が、オランダ、ベルギー、ルクセンブルクの西部防衛のためにリートベルクに駐屯した。1940年4月まで約 200人の兵士が徴兵され、1941年夏までの戦死者は、このうち 2人であった。1941年6月22日のソ連軍の攻撃後、この町には205人の死傷者がでた。
戦争の間、この町には散発的な爆撃が行われた。1940年10月7日から8日にかけての夜間に焼夷弾が1発投下され、1軒の家屋が焼失した。1943年6月に被曝したドルトムントの聖ヴィンセンシオ女子修道会の孤児院がリートベルクに移転した。1943年秋に校庭に防空壕の建設が始まった。これはリートベルク工場が従業員のために造営したものの一つであった。1944年10月初めアメリカ軍がアーヘンを占領し、アムト・リートベルクは2,100人の難民を受け容れなければならなかった。リートベルクはこのうち 250人を受け容れた。1944年10月18日防衛軍は700人の第9SS装甲師団「ホーエンシュタウフェン」を国民学校に配備し、ミュンスターの第6軍団空軍管区司令部医療部隊がこれに続いた。1945年2月7日、国民学校の他にギムナジウムも軍隊によって封鎖され、このため1945年9月25日まで授業は完全に中止された。1945年4月1日、アメリカ軍が本市に到達し、戦争と国家社会主義の終焉をもたらした。

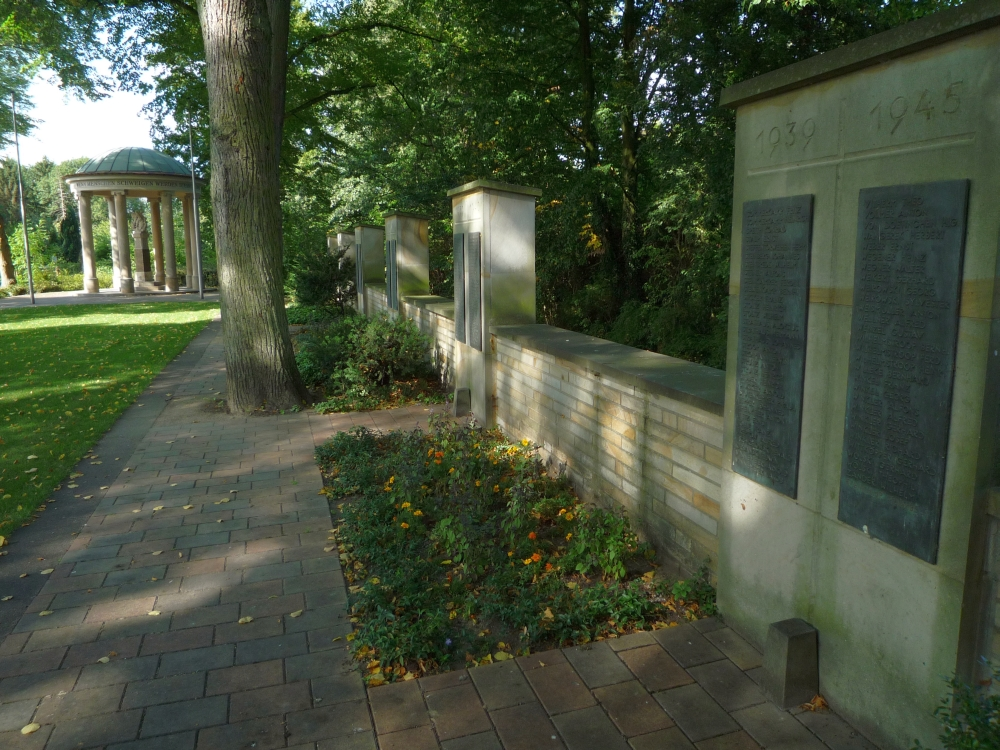
第二次世界大戦の戦没者名を刻んだ記念碑

### 戦後
アメリカ人は司祭館に町の司令部を置いた。同年4月6日にアントン・ペーラーが市長兼アムト長に指名された。これ以前にカール・アーゲテンは解任された。水道水や電気の使用は制限され、郵便は配送されず、鉄道は運行されなかった。1945年6月1日にアムト・リートベルクおよびアムト・フェルルで私人向けの郵便が始まった。ヒトラーの肖像が描かれた切手は使用できず、手紙には郵便局で直接利用印が押印された。鉄道ゼンネブルッツは6月15日に旅客運行が再開された。学校では9月25日に低学年向けの授業が再開された。10月12日には上級学年の授業も始まった。ただし12月12日までは教科書が不足していたためドイツ語、歴史、地理学の授業は行われなかった。
その後数年間、リートベルクではあらゆるものが不足していた。戦後の主要なパンの種類はコーンブレッドであった。主な添加物はアメリカから支給されていた。1946年の冬には学校給食が行われ、1950年まで子供や若者の栄養基盤となった。困窮から窃盗や強盗がしばしば起こったため、1946年7月11日に町および耕作地の自衛団が組織され、20歳から45歳までの男性住民のすべてに参加が義務づけられた。7月から9月までの間、21時から5時まで耕作地に入ることが禁止された。1948年までは生活用品を買いだめするためにルール地方からリートベルクに人々がやって来ていた。
1948年の通貨改革とその結果の経済発展に伴い、リートベルクに数棟の住居が建設された。1952年以降、都市建設も始まった。1952年4月25日、消防署と屋外プールの建設および国民学校の拡張工事が決議された。この年のうちに消防署が、翌年8月に屋外プールも完成した。さらにヴィーデンブリュックからゼンネラーガーへの近郊旅客交通が1958年3月31日に完成し、リートベルクの自動車の往来が増加し、エムス川に橋を建設する必要が生じた。この頃には社会生活も立ち直り、多くのクラブが新設あるいは再興された。1966年の国民哀悼の日までに第一次世界大戦の戦没者記念広場は拡張され、この日に改めて開設された。新しい広場の他にも第二次世界大戦の犠牲者 381人の名前を記したプレートが設置された。

### 街造り
アムト・リートベルクの市町村は1970年に合併して新たにリートベルク市が形成された。メーゼとマストホルテは、マストホルテの名前で本市の市区となった。1973年にリートベルク市を含むヴィーデンブリュック郡は新たにギュータースロー郡に編入された。組織改編後、リートベルクでは土地利用法指定に基づきさらなる住宅地やテンゲ＝リートベルク産業用地、ジュートシュトラーセ産業用地、エスフォルスト産業用地の建設が始まった。1970年頃にはまだ、就労者の 17 % が農業に従事していた。新しい産業用地には主に金属加工業や木工業分野の企業が立地した。新たな建築のために導水管が整備あるいは新設された。排水のために4基の汚水処理施設が設けられた。125 kmの道路網が新たに建設され、10園の幼稚園が新設された。さらに 3,000万ユーロを費やして新たな学校センターが建設された。これは、国民学校が廃止され基礎課程学校および上級学校を建設する上で不可避な措置であった。1977年にはレッケンベルク＝エムス市民大学が設立され、老人ホームが設けられた。
1975年5月31日にリートベルクの駅が閉鎖された。同じ年にリートベルクとノイエンキルヒェンの病院が老人養護施設に改築された。1976年に市役所と行政庁舎の拡張工事が始まった。この工事は1978年に完成した。1980年に連邦道 B64号線バイパスが開通した。1985年から1987年に 6年制ギムナジウムの改築がなされた。リートベルクは2008年に州のガーデンショーの主催者となった。本市は、2009年6月23日以降「州指定保養地」という肩書きを有している。

### 市町村合併
1969年12月4日に制定された「ヴィーデンブリュック郡とビーレフェルト郡の一部の再編に関する法律」§ 5 に従って、1970年1月1日にそれまでヴィーデンブリュック郡アムト・リートベルクに属していたリートベルク市、ボーケル、ドルフェル、マストホルテ、メーゼ、ノイエンキルヒェン、ファーレンゼル、ヴェスターヴィーエが合併し、新たなリートベルク市が形成された。
「ミュンスター/ハム地域の市町村および郡の新設に関する法律（ミュンスター/ハム法）」§ 45 が1975年1月1日に発効したことに基づき、1974年7月9日にリートベルク市から農地（マストホルテ地区の一部）がリップシュタット市に移管され、「ザウアーラント/パーダーボルン地域の市町村および郡の新設に関する法律（ザウアーラント/パーダーボルン法）」§ 23 に基づき、1974年11月5日にヴェストホルツ地区（デルブリュック市）から農地がリートベルク市（マストホルテ地区）に移管された。

## 住民

### 宗教

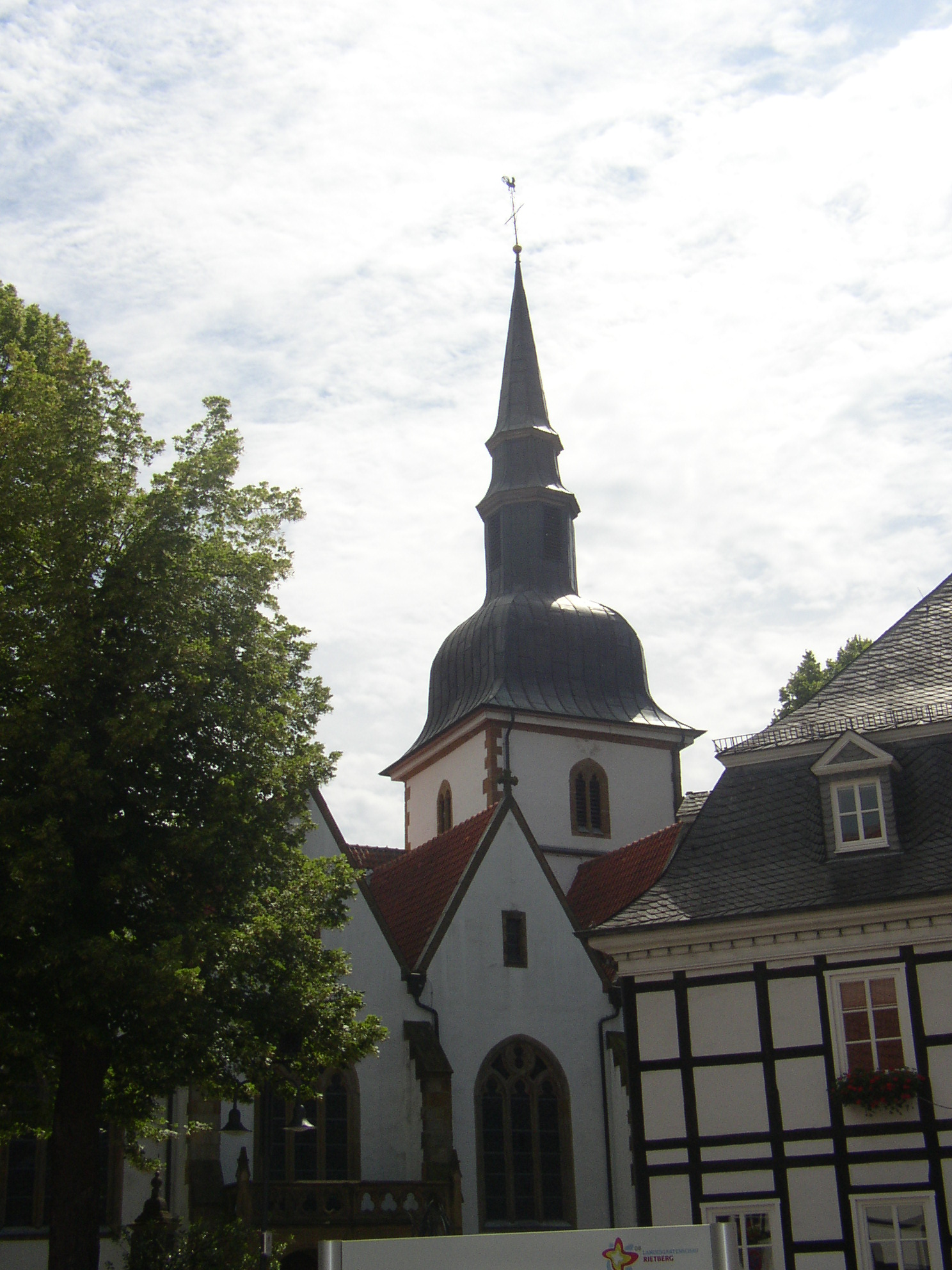
洗礼者聖ヨハネ教会

オストヴェストファーレン南部の大半がそうであるように、リートベルクでも住民の多くがカトリック信者である。この街のカトリック教会は、ボーケルの聖アンナ教会、マストホルテの聖ヤーコブス・デア・エルテーレ教会、ノイエンキルヒェンの聖マルガレータ教会、リートベルクの洗礼者聖ヨハネ教会、ファーレンゼルの聖マリエン教会、ヴェスターヴィーエの聖ラウレンティウス教会の6つの教会組織があり、いずれもパーダーボルン大司教区リートベルク＝ヴィーエンブリュック首席司祭区に属している。さらにファーレンゼルにはベネディクト会女子修道院もある。福音主義教会はリートベルクに1つあるだけである。宗教改革の時代、リートベルクは短い期間だけプロテスタントとなったが、対抗宗教改革で改めてカトリックに戻った。

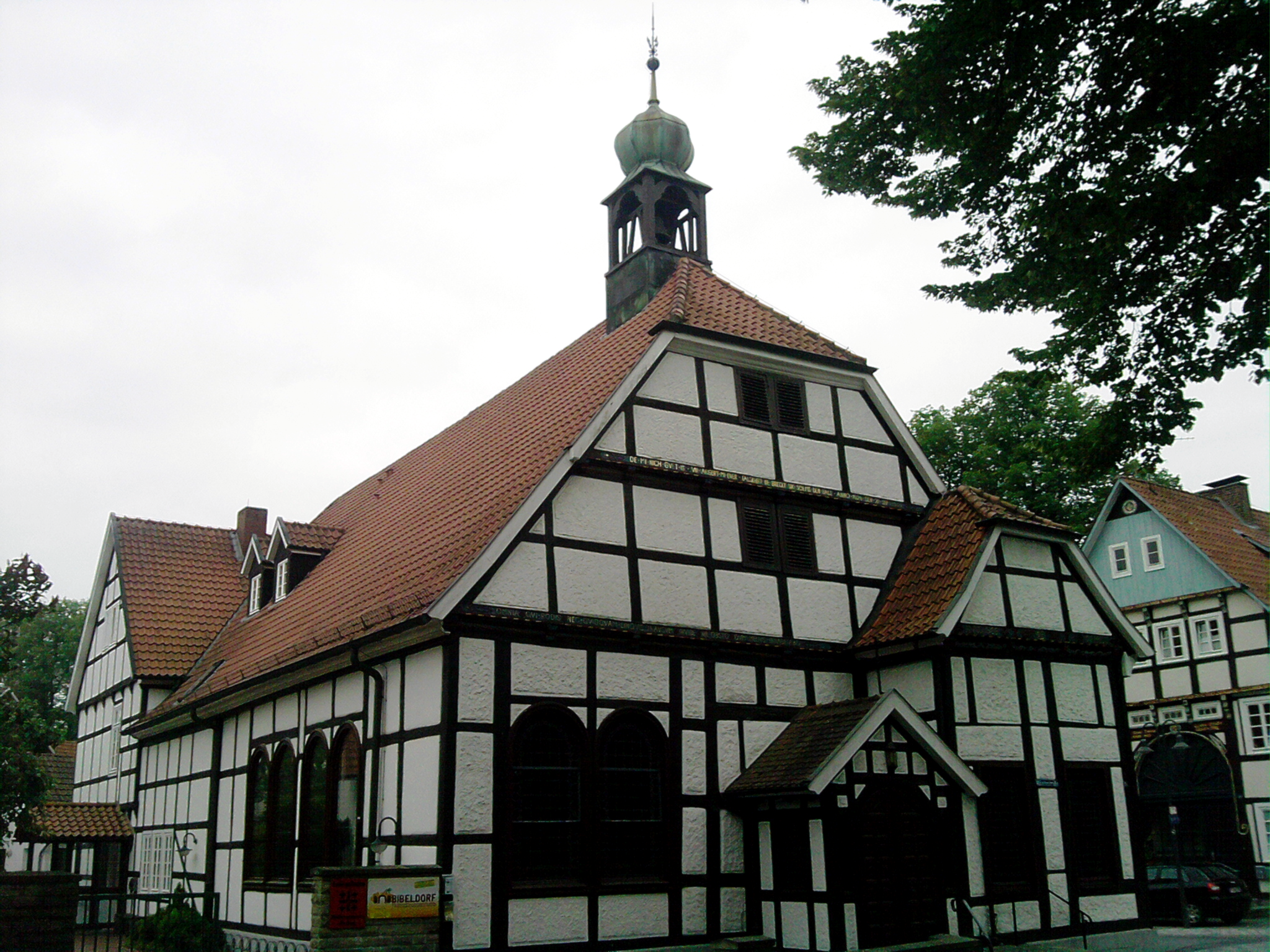
リートベルク福音主義教会

福音主義教会には、3,787人の信者が属している。これは全人口の約 12 % にあたる。礼拝はリートベルクとマストホルテの2つの教会堂で行われている。第二次世界大戦後にオストヴェストファーレンのカトリック地域にも多くのプロテスタント系難民や放逐された人々が移住したことで、この教会は発展した。
リートベルクのムスリムは、ノイエンキルヒェン地区のランゲ通りにモスクを建設し、トルコ＝イスラム文化協会が運営をしている。
リートベルクの精確な宗教分布について、公式に公開されているデータはない。傍証としては、2003年/2004年のリートベルクの学生の所属宗教団体調査がある。これによれば、62.8 % がカトリック、15.7 % が福音主義、9.0 % がイスラム教、6.5 % がその他の宗教、6.0 % が無宗教であった。
1965年の古い公式の値では、リートベルク住民の約 88 % がカトリック、11.5 % が福音主義であった。無宗教およびその他の宗教団体に所属する者は 1 % 以下であった。
ユダヤ人に関する最も古い史料は、1310年2月12日のユーリヒ、ベルクおよびラーフェンスベルクの伯ヴィルヘルムの文書である。この文書にはリートベルク伯領のユダヤ人として Nennekun van Rethberghe という名前が記されている。その後の世紀に作成された文書にもユダヤ人住民が繰り返し言及されている。1567年にリートベルク伯領のイスラエル系コミュニティーのユダヤ人墓地があったことが証明されている。17世紀半ばから18世紀半ばまでリートベルクのユダヤ人は確認されておらず、1738年から再び記録されている。1750年ノイエンキルヒェンの民家に礼拝室と教室が設けられ、1758年1月2日にシナゴーグとして記録されている。この頃イスラエル系コミュニティーはノイエンキルヒェンのシナゴーグ教団に推移し、1760年には貧しい人や病人のための援助・葬儀会が組織された。1768年3月7日にシナゴーグの新築許可が発行された。ユダヤ人墓地がその隣に設けられた。1817年には、ノイエンキルヒェン、フェルル、リートベルク、カウニッツ、マストホルテに住むユダヤ人145人がこのシナゴーグの信者であったことが証明されている。この教団には特定のラビがおらず、パーダーボルン、コルヴァイ、リートベルクを管轄する上級ラビ教区の組織下にあった。1880年の大火でシナゴーグも焼失した。しかし同年9月には新築工事が始まった。ナチによる権力掌握後、1933年4月に国家社会主義者による最初のユダヤ人拘禁が行われた。1938年1月1日ノイエンキルヒェンの教団は法的な存在根拠を失い、信者は1940年にギュータースローの教団に帰属することとなった。1938年11月10日にシナゴーグとユダヤ人の住居・商店が排斥運動によって放火された（水晶の夜）。一部のユダヤ人は本市から脱出したが、残った者たちはテレージエンシュタット強制収容所に送致され、殺害された。戦後、ユダヤ系住民は散発的にリートベルクやノイエンキルヒェンに戻った。シナゴーグの跡地は、現在、近くに設けられた記念プレートで示されている。
本市にはシリア正教徒も住んでいる。

### 人口推移
以下の表にリートベルク市の、各時点の市域における人口および現在の市域にあたる地域の人口を示す。数値は、1970年以前と1987年は人口調査結果、1975年からは州のデータ管理・統計局の公的な研究結果によるものである。1975年から1985年までは推測値、1990年以降の数値は1987年の人口調査結果に基づく推定値である。
| 年              | 人口（人） |
| --------------- | ---------- |
| 1818 (12月31日) | 1,386      |
| 1831 (12月3日)  | 1,676      |
| 1837 (12月3日)  | 1,801      |
| 1843 (12月3日)  | 2,052      |
| 1849 (12月3日)  | 2,108      |
| 1852 (12月3日)  | 2,008      |
| 1858 (12月3日)  | 1,950      |
| 1867 (12月3日)  | 1,923      |
| 1871 (12月1日)  | 1,912      |
| 1885 (12月1日)  | 1,868      |

| 年              | 人口（人） |
| --------------- | ---------- |
| 1871 (12月1日)  | 1,912      |
| 1885 (12月1日)  | 1,868      |
| 1895 (12月1日)  | 1,833      |
| 1905 (12月1日)  | 2,197      |
| 1925 (6月16日)  | 2,956      |
| 1933 (6月16日)  | 3,210      |
| 1946 (10月29日) | 4,270      |
| 1950 (9月13日)  | 4,541      |
| 1961 (6月6日)   | 5,500      |

| 年              | 人口（人） |
| --------------- | ---------- |
| 1818 (12月31日) | 1,386      |
| 1831 (12月3日)  | 1,676      |
| 1837 (12月3日)  | 1,801      |
| 1843 (12月3日)  | 2,052      |
| 1849 (12月3日)  | 2,108      |
| 1852 (12月3日)  | 2,008      |
| 1858 (12月3日)  | 1,950      |
| 1867 (12月3日)  | 1,923      |
| 1871 (12月1日)  | 1,912      |
| 1885 (12月1日)  | 1,868      |

| 年              | 人口（人） |
| --------------- | ---------- |
| 1871 (12月1日)  | 1,912      |
| 1885 (12月1日)  | 1,868      |
| 1895 (12月1日)  | 1,833      |
| 1905 (12月1日)  | 2,197      |
| 1925 (6月16日)  | 2,956      |
| 1933 (6月16日)  | 3,210      |
| 1946 (10月29日) | 4,270      |
| 1950 (9月13日)  | 4,541      |
| 1961 (6月6日)   | 5,500      |

| 年              | 人口（人） |
| --------------- | ---------- |
| 1939 (5月17日)  | 13,291     |
| 1950 (9月13日)  | 17,322     |
| 1961 (6月6日)   | 18,425     |
| 1970 (5月27日)  | 20,377     |
| 1974 (6月30日)  | 22,226     |
| 1975 (12月31日) | 22,416     |
| 1980 (12月31日) | 23,598     |
| 1985 (12月31日) | 23,375     |
| 1987 (5月25日)  | 22,782     |
| 1990 (12月31日) | 24,138     |

| 年              | 人口（人） |
| --------------- | ---------- |
| 1995 (12月31日) | 26,435     |
| 2000 (12月31日) | 28,029     |
| 2005 (12月31日) | 28,790     |
| 2007 (12月31日) | 28,841     |
| 2012 (12月31日) | 28,583     |

| 年              | 人口（人） |
| --------------- | ---------- |
| 1939 (5月17日)  | 13,291     |
| 1950 (9月13日)  | 17,322     |
| 1961 (6月6日)   | 18,425     |
| 1970 (5月27日)  | 20,377     |
| 1974 (6月30日)  | 22,226     |
| 1975 (12月31日) | 22,416     |
| 1980 (12月31日) | 23,598     |
| 1985 (12月31日) | 23,375     |
| 1987 (5月25日)  | 22,782     |
| 1990 (12月31日) | 24,138     |

| 年              | 人口（人） |
| --------------- | ---------- |
| 1995 (12月31日) | 26,435     |
| 2000 (12月31日) | 28,029     |
| 2005 (12月31日) | 28,790     |
| 2007 (12月31日) | 28,841     |
| 2012 (12月31日) | 28,583     |

## 行政

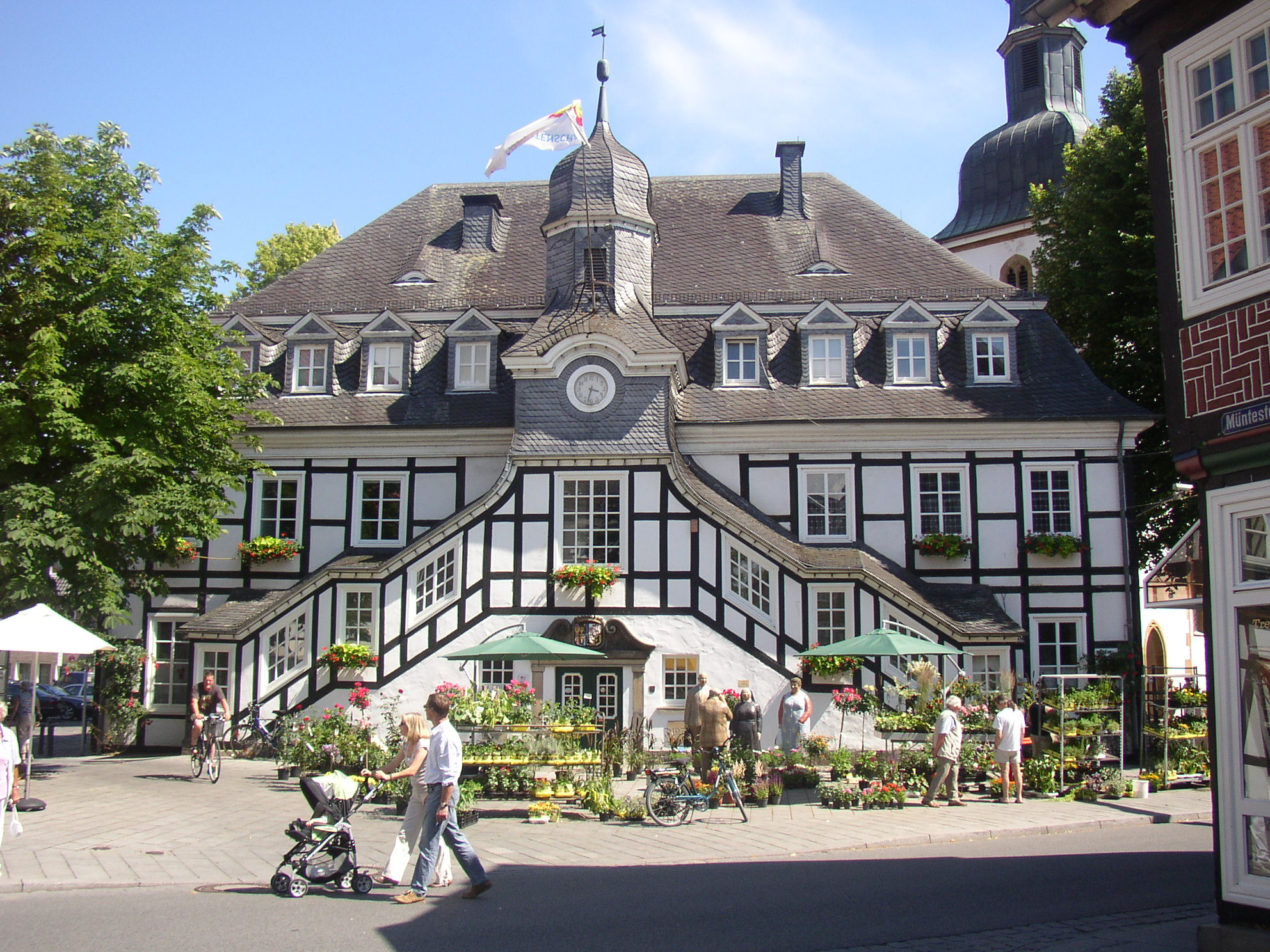
歴史的市庁舎

### 市議会
市議会は、2016年現在、5つの政党および選挙グループに属す 38議席からなる。これに市長が議長として参加する。

### その他の議会選挙
リートベルクは州議会選挙ではギュータースロー III区（第96区）、連邦議会選挙ではギュータースロー区（第132区）に属している。

### 首長および事務総長
1970年の自治体再編後最初の市長はヴェストヴィーエの保険代理店店主でかつてのアムト長フランツ・フンケであった。1997年にアンドレ・クーパー (CDU) が専任の首長となり、1999年9月12日の選挙では有効投票数の 82.9 % の票を獲得した。彼は、2004年9月26日の選挙では第1回投票で 77.1 % の票を獲得し、2009年の選挙でも2人の対立候補を相手に 73.4 % の票を得た。
クーパーは、2012年5月13日のノルトライン＝ヴェストファーレン州議会議員選挙で、49.6 % の票を得てCDUの代議士となった。このため、ギュータースロー郡の郡長は2012年5月17日に解任状を交付し、この日をもって市長の職責を解かれた。後任者の選挙までの間、副市長のディーガー・ノヴァークが全権代行者として市長の職責を引き継いだ。
2012年10月28日の選挙では、無所属候補として出馬したアンドレアス・ズンダーが 70.30 % の票を獲得してアンドレ・クーパーの後任に選出され、同年11月8日に公式に市長に就任した。
専任の市長制度が採用される以前は、市事務総長（シュタットディレクター）が市の行政運営を行っていた。

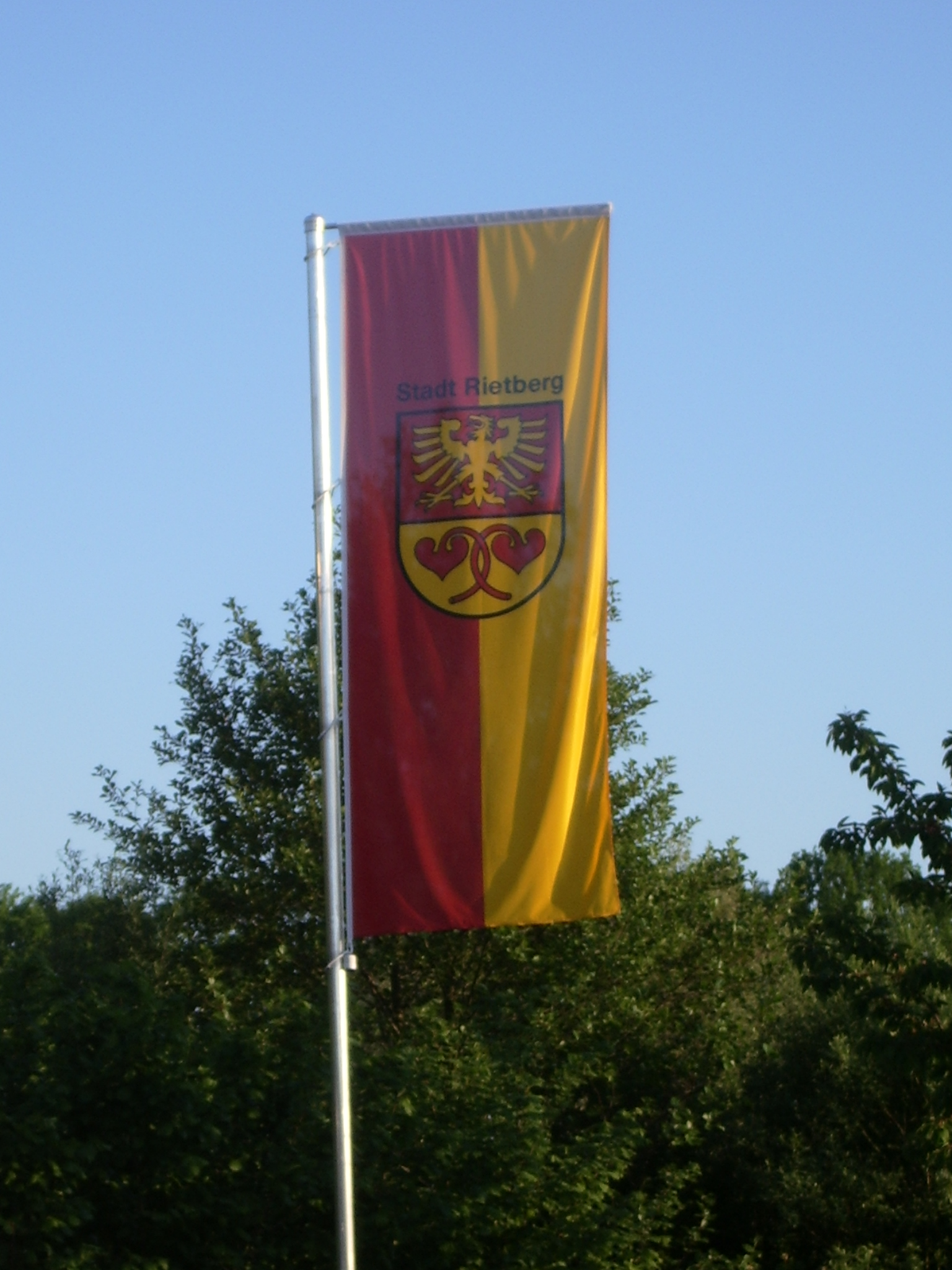
リートベルク市の幟

### 紋章、幟、旗
図柄: 赤地と金（黄色）地に上下二分割。上部には金の鷲、下部には2枚の絡まり合った赤い睡蓮の葉。この紋章は1937年5月14日にアムト・リートベルクの紋章として認可され、1971年6月28日にその前年に成立した新生リートベルク市の紋章として変更を加えることなく転用することが許可された。
アムト・リートベルク、すなわち現在のリートベルク市の範囲は、本質的には旧リートベルク伯領と同一である。このため、紋章の上半分にはリートベルク伯の紋章の意匠に使われていた鷲がデザインされている。睡蓮の葉が描かれた下半分はカウニッツ家の家紋に由来する。
幟は、長辺沿いに赤と黄色に分割されており、上部1/3に市の紋章が描かれている。
旗は、長辺沿いに赤と黄色に分割されており、旗竿よりの位置に市の紋章が描かれている。

### 姉妹都市
- リベラック（フランス語版、英語版）（フランス、ドルドーニュ県）1983年[50]
- グウォグベク（ポーランド語版、英語版）（ポーランド、オポーレ県）1999年[51]

これらの街とは、姉妹都市協定に基づき、学校やサークルの間で毎年多くの相互訪問が行われている。

## 文化と見所

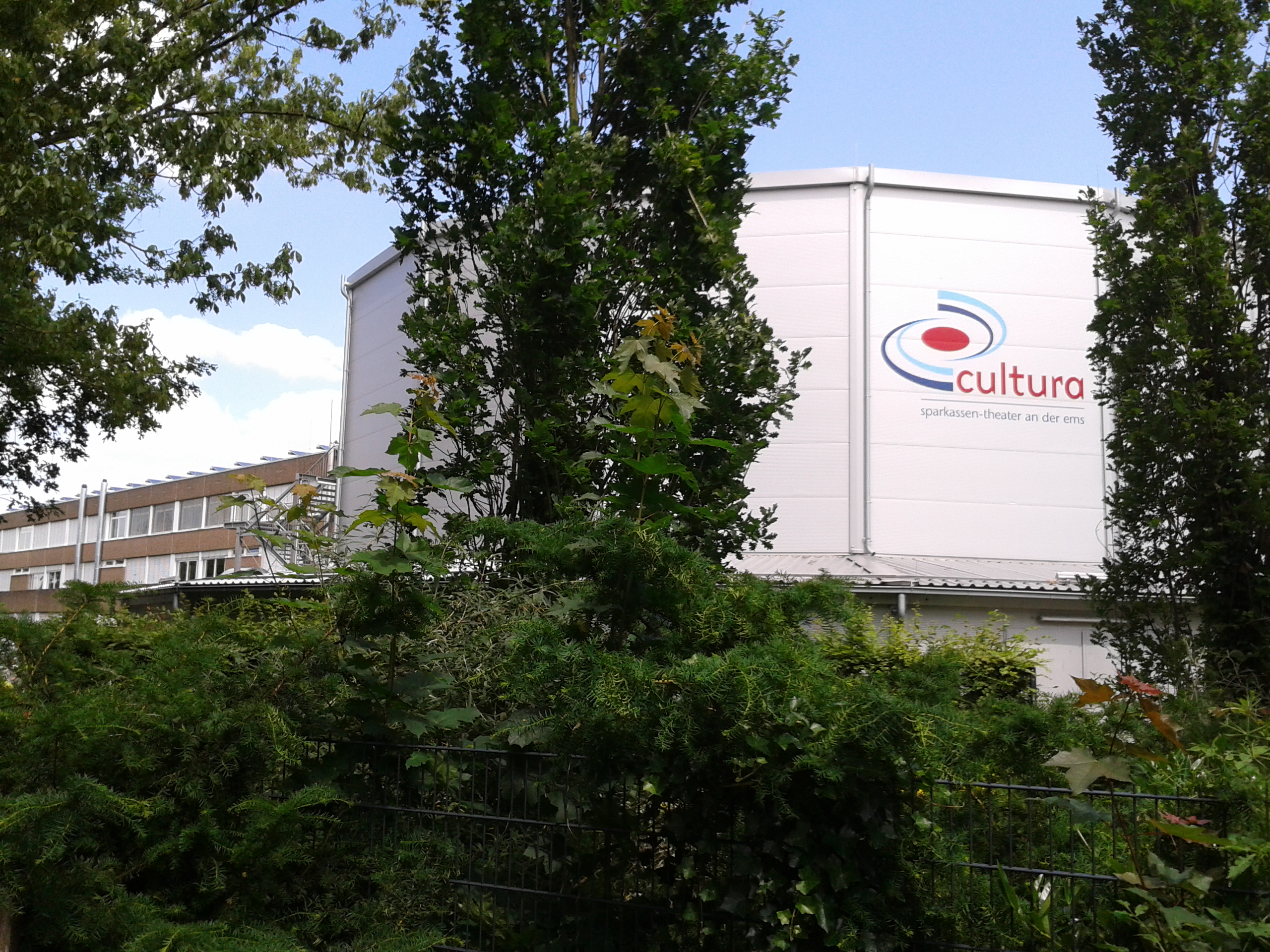
クルトゥーラ

### 演劇
2008年のランデスガルテンシャウ（州ガーデンショー）の際に、リートベルク市は「ラインオーパーモビール」(ROM) を購入した。これはデュッセルドルフでドイツ・オペラ・アム・ラインのために一時的に使われていたものである。この建物は歴史的中心街の辺縁部、ギムナジウム・ネポムケヌム・リートベルクのすぐ隣（北緯51度48分31秒 東経08度25分55秒 / 北緯51.80861度 東経8.43194度）に建設され、「クルトゥーラ - シュパルカッセン＝テアター・アン・デア・エムス」と名付けられている。
クルトゥーラは、1599年にロンドンのテムズ川南岸に建設されたグローブ座の近代的な後継建築である。4階には750席のひなびた雰囲気のスペースがある。ステージと観客との距離は、円形劇場法に基づき最大 15 m である。2008年以降、ここでは数多くのライブ・コンサート（たとえば、ディー・プリンツェン、マーシャル＆アレクサンダー、アヒム・ライヒェル、トミー・エマニュエル・ギター・フェスティバル、エクメニシャー・ゴスペル・コール）、自作朗読会（たとえば、マルティン・ヴァルザー）、合唱、音楽、演劇上演やクルトゥーリヒ e.V. による大規模な文化プログラムが開催される一方、会議や学会なども行われている。

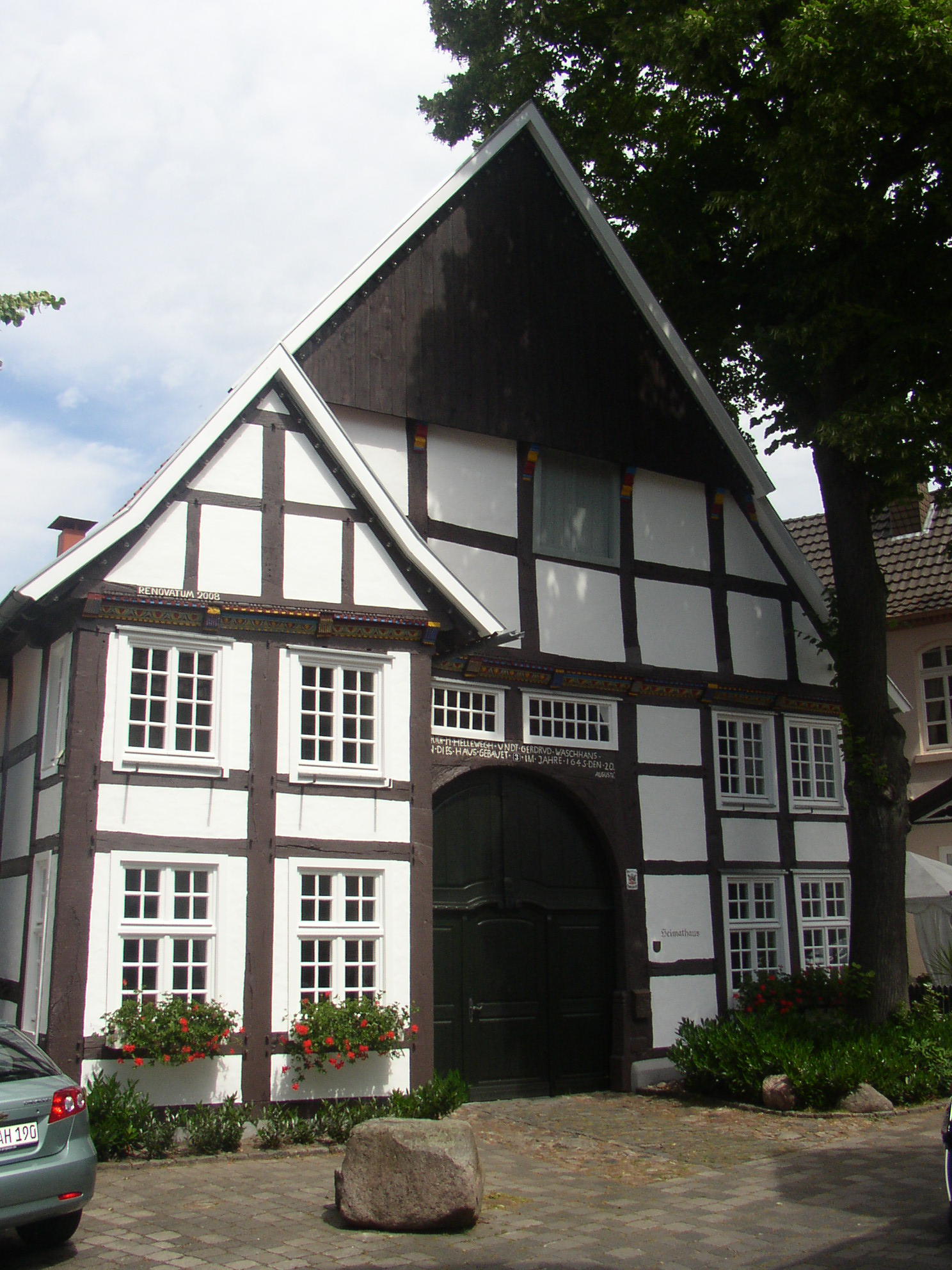
リートベルク郷土館

### 博物館・美術館
1645年に建造され1899年に改築された木組み建築に入居しているリートベルク郷土館では、鳥類学コレクション、19世紀の居間や寝室、東部ドイツの郷土資料を見学することができる。
リートベルク美術館 - 彫刻庭園を有するヴィルフリート・コッホ美術館は、2007年に旧修道院庭園内にオープンした。庭園と家にはファーレンゼルに住んだ芸術家ヴィルフリート・コッホの作品が展示されている。展示されているのは19体のブロンズ像と、入れ替え展示される数多くの絵画やデッサンである。

### 音楽
リートベルクには 30以上の音楽団体・サークルがある。その半数近くが合唱団や歌唱サークルであり、そのほとんどが宗教的な背景を持つ。さらに一般的な音楽協会、ブラスアンサンブル、アコーディオングループ、楽隊、ユーゲント＝ムジカル＝ビューネ＝リートベルクe.V.、ギムナジウム・ネポムケヌムのビッグ・バンドなどがある。

### 建築

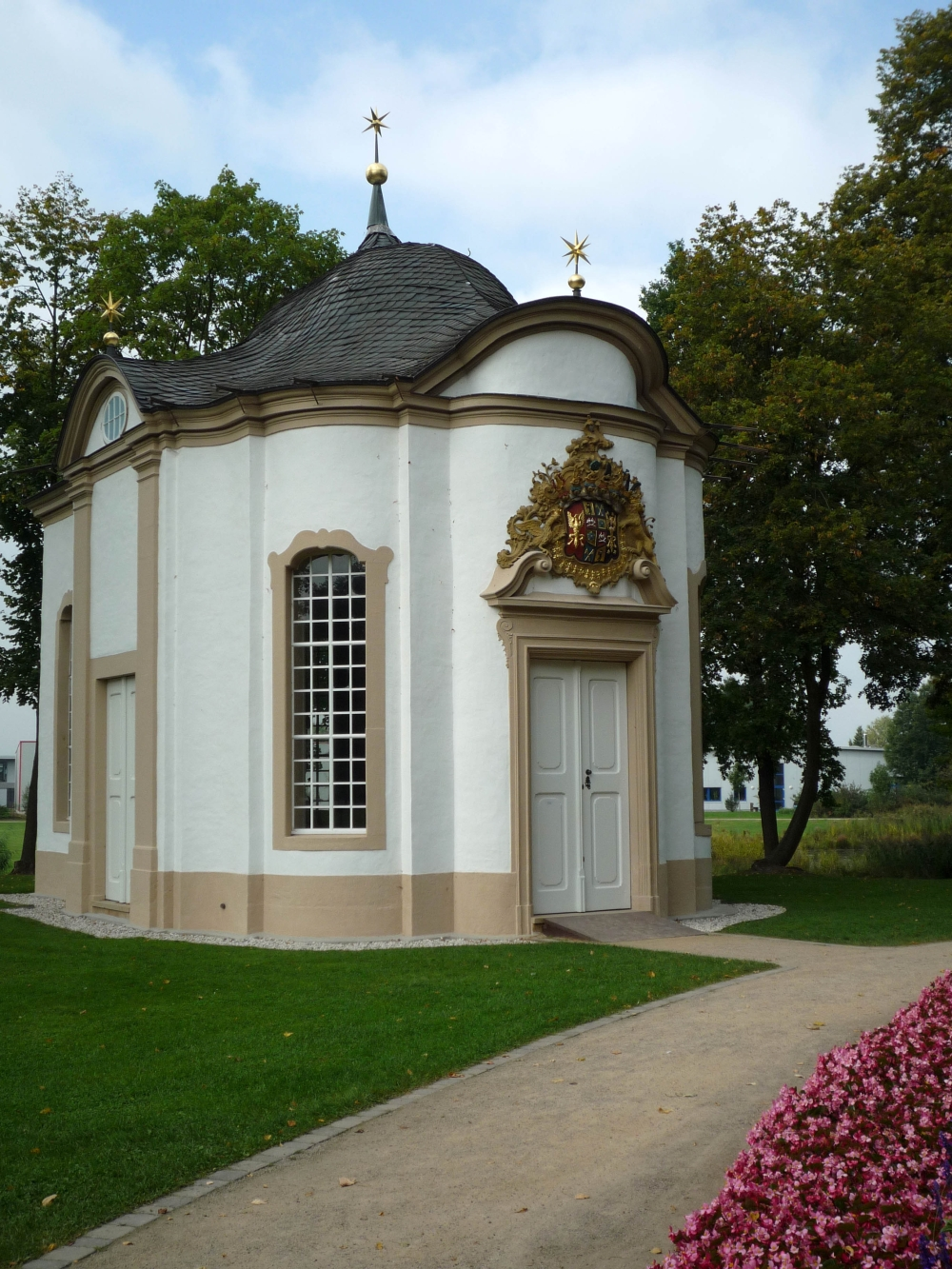
聖ヨハネス＝ネポムク礼拝堂

#### 宗教建築
カトリックの教区教会である洗礼者聖ヨハネ教会の長堂は1896年に建設されたものだが、内陣や西塔は後期ゴシック様式である。教会内には1720年頃に創られた旧主祭壇のマリア像とヨハネ像が祀られている。講壇は18世紀前半、洗礼盤は1515年に造られたものである。オルガンのフレームは1838年に建造されたものである。
フランチェスコ会聖カタリーナ教会はトレサリー窓を持つ長く伸びた単廊式教会で、その基礎石は1618年に設置された。この教会は1629年11月15日に聖別され、1935年の修道院の火災による被害を受けた。2006年から2007年に大規模な修復作業が行われた。主祭壇は1629年に製作された。
カウニッツ＝リートベルク侯ヴェンツェル・アントンは、1747年から1753年にかけて当時の城の近くに、モラヴィアの建築家（名前は不明）に後期バロック様式による聖ヨハネス＝ネポムク礼拝堂を建造させた。この礼拝堂はリートベルク伯領の守護聖人であるネポムクのヨハネに献げられた。
1626年に建設された、パーダーボルンの宮廷建築家フランツ・クリストフ・ナーゲルの生家は、1903年に福音主義信者のための礼拝施設に改造された。張り出し部は1669年に設けられた。

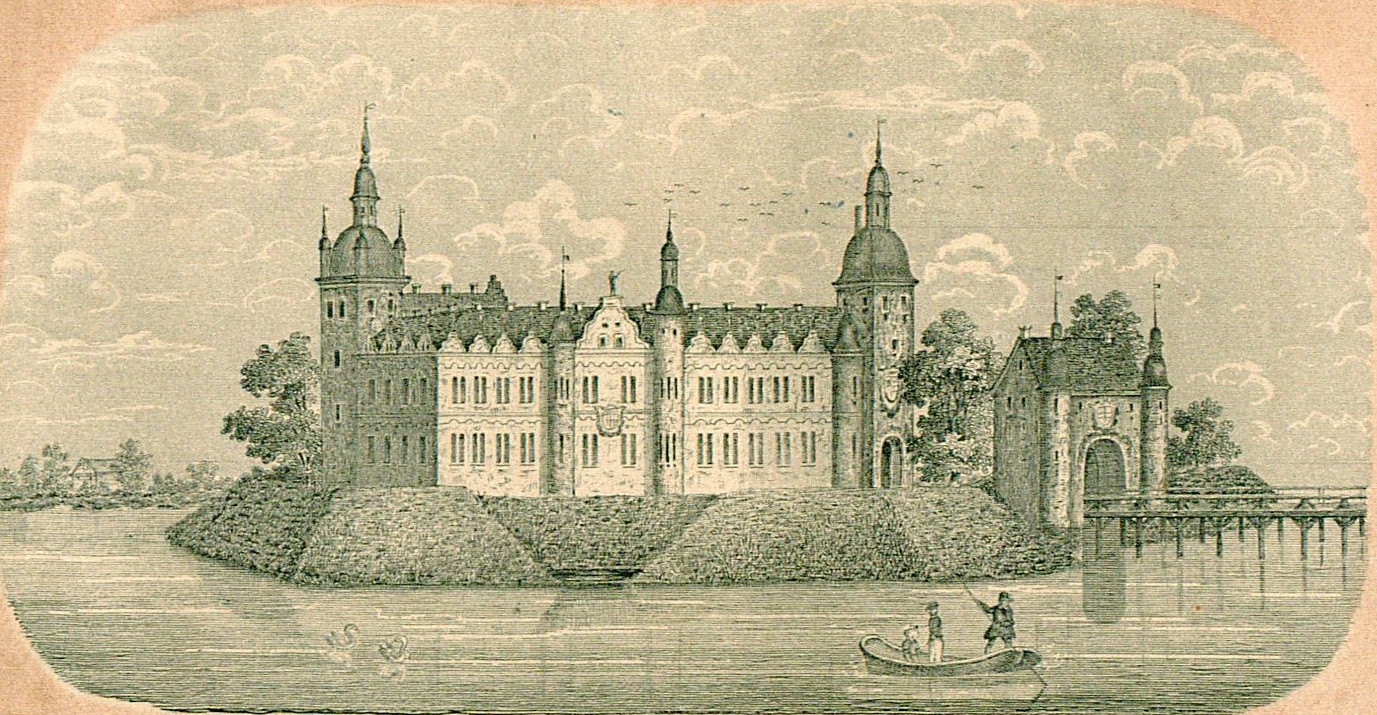
1803年以前のリートベルク城

#### 世俗建築
エーデン城（リートベルク城）は、14世紀にルネサンス様式で建造され、1803年に解体された。現在は星形の土塁と堀が遺されているだけである。3階建ての市庁舎は、1800年頃の木組み建築である。外階段の入り口は、1915年にマックス・ゾンネンの設計に基づき増築された。1977年に建物全体が完全に解体され、最終的に元の様式で再建された。
ラートハウス通り18番地の旧裁判所は、化粧漆喰を施された古典主義様式のどっしりとした建物で、3軸の中央リザリートを有している。この建物は1806年にデトモルトの建築家トルンプフが解体された城館の石材を転用して建設した。旧6年制ギムナジウムは1746年から1750年に、マンサード屋根と中央リザリートを有する2階建て3翼からなる建物として建設された。

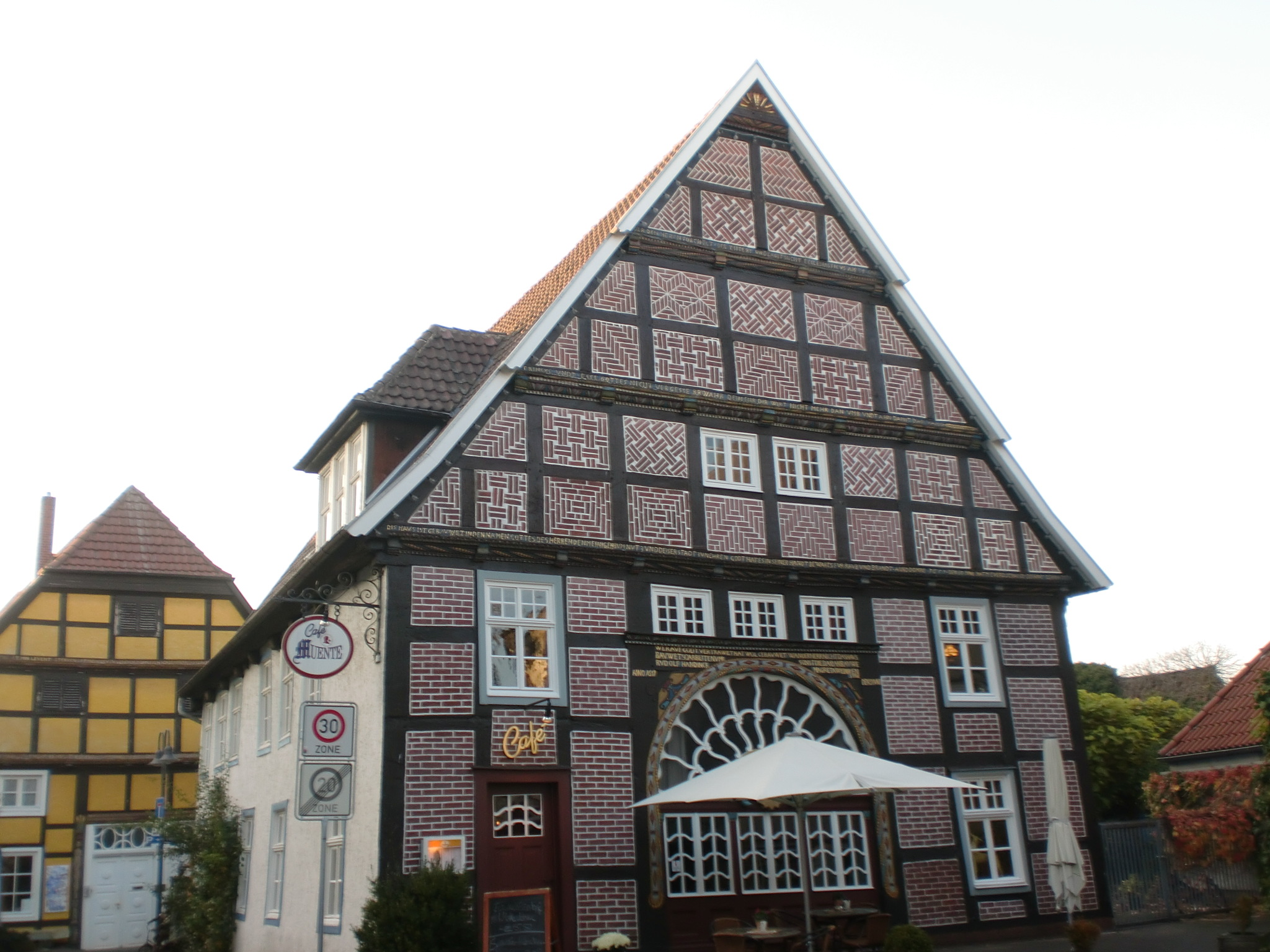
ミュンター通り2番地

#### 住居建築
町の風景は数多くの良好に保存された木組みディーレンハウスが印象的である。これらの建物の多くは破風を通りに向けている。小さな宮廷都市の特徴が現在も遺されている。最も古い家屋の一つがボルツェン広場13番地の建物で、1592年の銘を持つ。エムス通り7番地の住居は1644年に建設され、2つの張り出し部と、豊かに装飾された持ち送りを有している。
クロスター通り3番地の家屋は、現在、郷土館として利用されている。この建物は1645年に建設され、土間を持つ古い部屋割りが良く遺されている。ミュンター通り2番地の古い寄宿舎は1651年に建設された。この木組み建築は1915年にマックス・ゾンネンによって見いだされ、修復がなされた。これに対して、ミュンター通り4番地は2つに分けられる。手前の家は1692年に建設された。奥手の建物は納屋として建てられたもので、一部は1600年以前に建てられたものである。
ミュンター通り9番地から11番地には宮廷画家で家具工場主のフィリップ・フェルディナント・ルートヴィヒ・バルチャー（1749年 - 1823年）の旧邸がある。この邸宅は18世紀後半に建設された。1991年に建物内に、おそらくバルチャーが描いた壁絵が発見され、復元されている。ラートハウス通り37番地のシュヴァーネン薬局は1629年に建設された。ファサードは18世紀末頃に改築されたものである。この頃に玄関の張り出し部とイオニア様式の柱を持つ古典主義様式の玄関が設けられた。

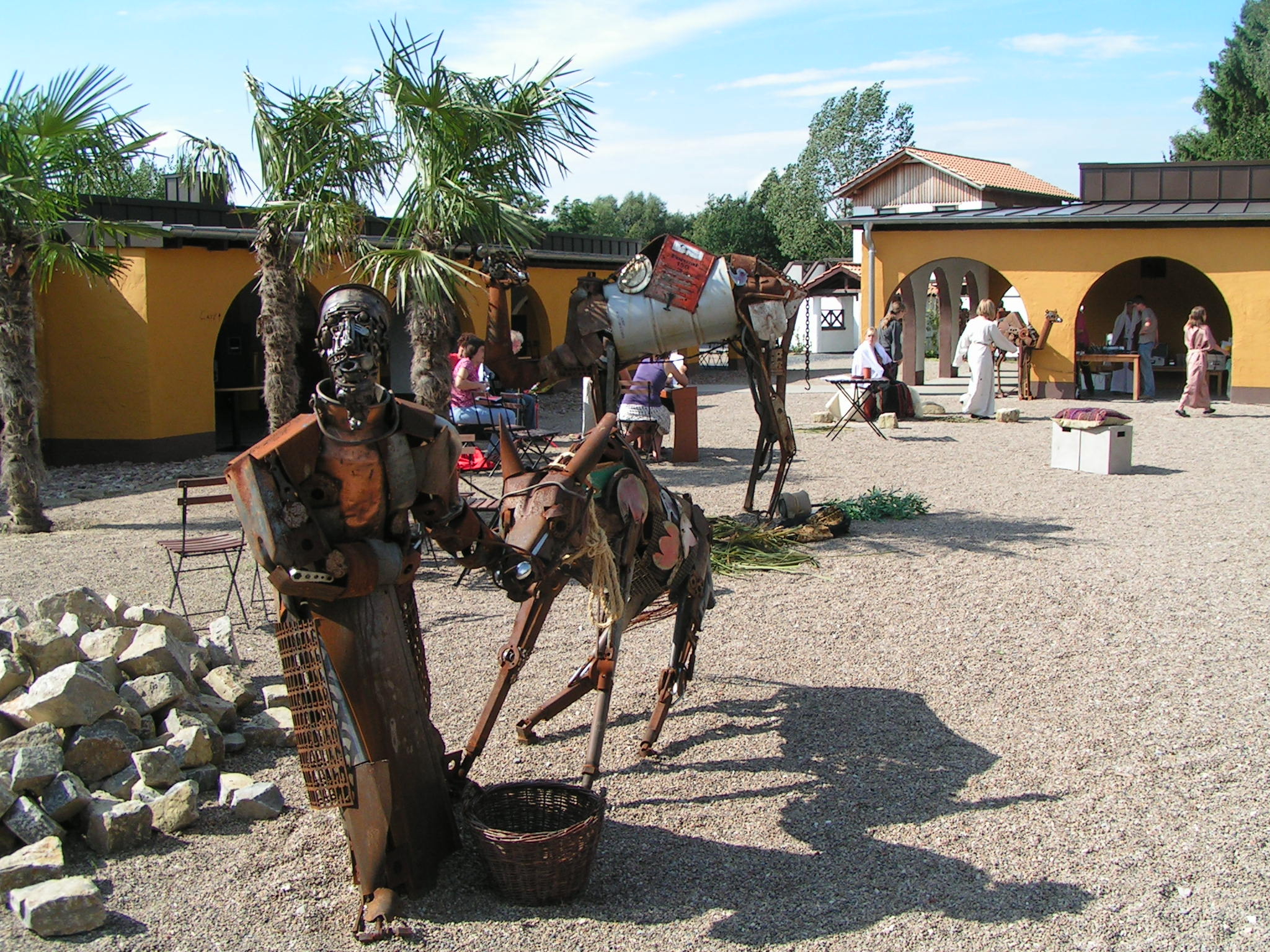
リートベルク聖書村

### その他の見所
歴史的旧市街の周り、かつての土塁（一部は取り壊されている）沿いに、木々の緑に囲まれた約 3 km の周回路がある。この径は、一部はエムス川沿い、一部は2002年から2006年に復元された中世のウムフルート堀沿いを通っており、現在は人気の休息スポットとなっている。ウムフルートとエムス川との間には、両世界大戦の犠牲者をしのぶ記念碑広場になっている。
リートベルク聖書村は、聖書の世界や環境を学習・体験できるテーマパークである。この施設は2003年に旧汚水処理場の広さ 22,500 m2 の敷地に設けられた。聖書村は5月から10月まで開館しており、年間1万人以上が訪れる。

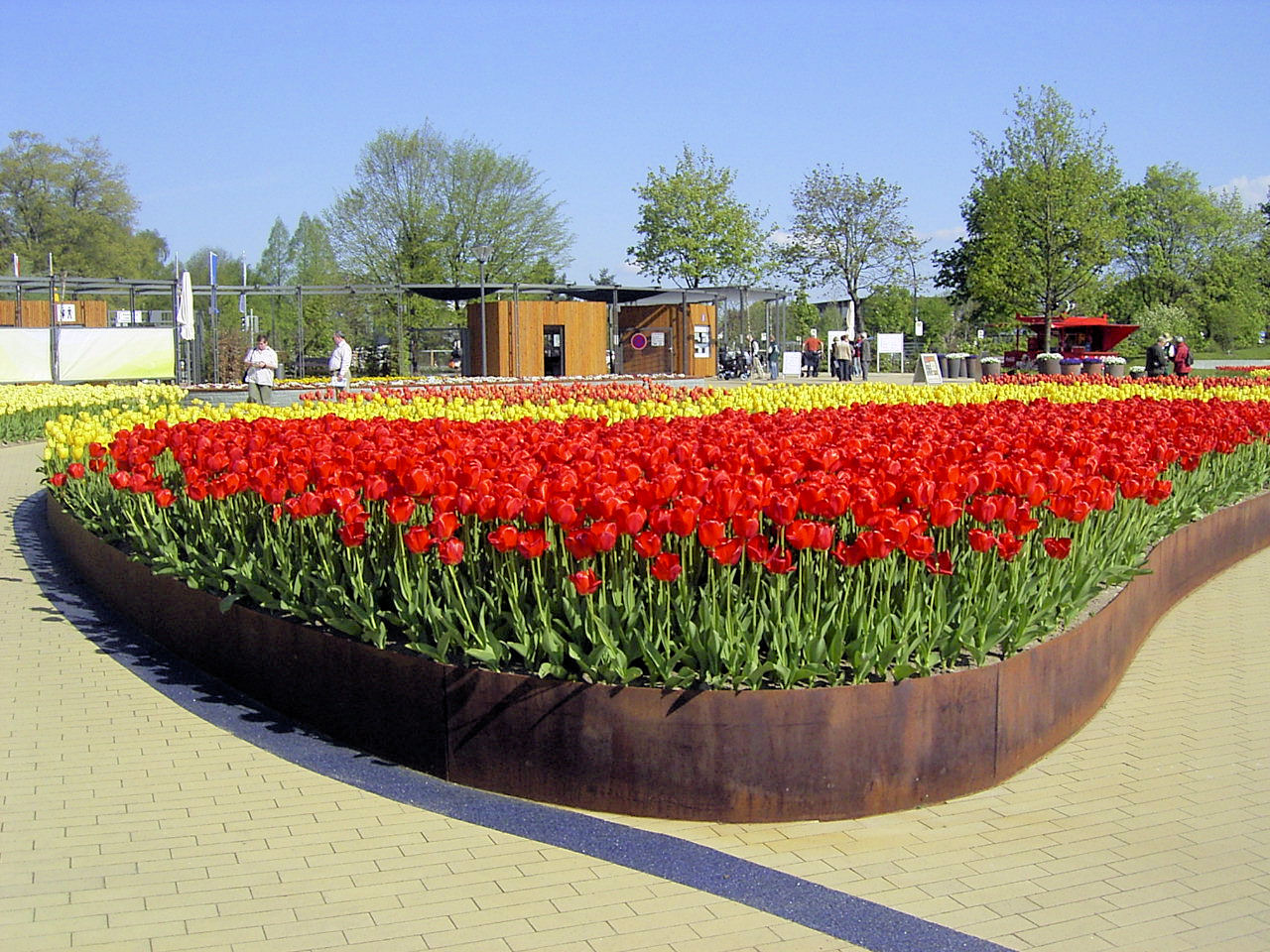
ランデスガルテンシャウ 2008

- ヴィルフリート・コッホ美術館
- フランシスコ会聖カタリーナ教会
- ミュンター通り11番地

### 公園
2008年4月25日から10月12日までリートベルクでランデスガルテンシャウ（州ガーデンショー）が開催された。このイベントは「夢を育てよう」をモットーに開催された。ガルテンシャウ・リートベルクの会場は約 3.5 km のエリアを包含しており、市の南部ヨハネス礼拝堂から歴史的な中心街を通り、リートベルガー・エムスニーデルング自然保護区沿いにノイエンキルヒェン地区に至った。ランデスガルテンシャウの会場はハインツ・W. ハルマンによって分割された3つの大きなテーマ地区「活力ある文化史」、「文化と自然が出会う」「リートベルク＝ノイエンキルヒェンの新しい公園」で構成された。さらに歴史的中核市区が初めてノルトライン＝ヴェストファーレン・ランデスガルテンシャウの「心臓部で中心」となった。2008年10月12日にランデスガルテンシャウは閉幕した。目標来訪者45万人の 100 % 増にあたる約90万人が訪れた。2009年4月26日にこの会場のうち 40 ha の敷地が「ガルテンシャウパルク・リートベルク」として再オープンした。2008年にカラマツの木材で造られた高さ 18 m の展望塔はこの公園の施設の一部となっている。この塔はオーバーゼーの畔、高い綱を渡したアスレチック施設の近くにあり、高さ 15 m の位置に展望台がある。ガルテンシャウパルク・リートベルクは、2011年以降ヨーロッパ庭園遺産ネットワーク (EGHN) のパートナーとなっている。
上述の聖ヨハネス＝ネポムク礼拝堂は、歴史的な緑地施設に囲まれている。この緑地は一般公開されている。この公園はリートベルクからパーダーボルンに向かう古い巡礼路沿いにあり、7基のビルトシュトック（路傍の祠）が設置されている。

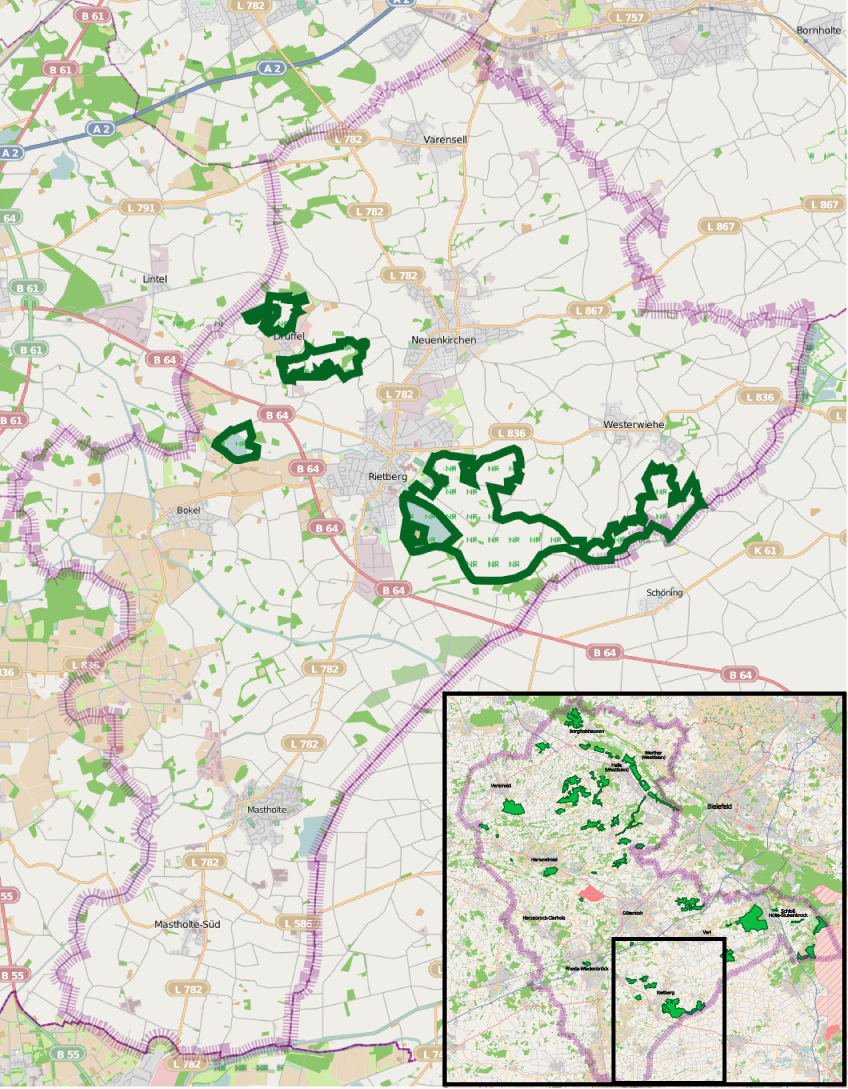
リートベルクの自然保護区

### 自然文化財と自然保護区
リートベルク城へ向かう道路の向かいに「フルディングスリンデ」というボダイジュがある。この木は1753年に初めて文献に記録されている。派遣されたヘッセン君主の代理人が、リートベルクの栄誉称号を授けるために赤い布をかけたバルコニーに上った時の記録である。
ボーケルとマストホルテには自然保護対象となっているオークの木がそれぞれ1本ずつある。
さらに、市内には自然保護地区が 5か所ある。エムスゼー、イム・ビンナー、リートベルガーエムスニーデルング、リートベルガー・フィッシュタイヘ、シェレンヴィーゼの各自然保護区である。

### スポーツ
リートベルクでは約 40 のクラブがスポーツの機会を提供している。スポーツ一般を提供するスポーツクラブは市内全体で 9つある。7つの地区にはそれぞれ 1つの競技射撃グループがあり、そのほとんどは地元の射撃協会と結びついている。さらにウオータースポーツグループ、釣りクラブ、自転車競技クラブ、テニスクラブ、馬の調教・乗馬・騎馬クラブがある。
ファーレンゼル地区にはヴェストファーレン＝ゴルフ＝クラブ・ギュータースロー＝リートベルクの 18ホールのゴルフ場がある。ヴァーペル川沿いの広さ 60 ha のこのゴルフ場はドイツで最も美しいゴルフ場ベスト 20 の 1つに数えられている。このクラブは、2006年現在 900人以上の会員がいる。

### 年中行事
リートベルクはヴェストファーレンの「カーニバルの中心地」の一つである。脂の木曜日から灰の水曜日までこの街はカーニバル参加者の手中にある。老婦人の木曜日とバラの月曜日には、カーニバルのパレードを見物するために4万人近い観客がリートベルク中心街の通りを縁取るように並ぶ。リートベルクでのナレンルーフ（先導役の道化師のかけ声）は「Ten Dondria (Helau)」である。
「リートベルクの夏」は、4月から9月まで行われる一連のイベントシリーズである。この他に、本市の社会生活におけるハイライトは各地区の射撃協会の射撃祭で、5月から9月の間に行われる。5月にはノイエンキルヒェンの中心部で「マイキルメス」（5月の教会祭）も開催される。
2年ごとの6月にリートベルク中心街で市民祭が開催される。マストホルテでは、7月の第3水曜日にこの集落の教会の守護聖人にちなんだヤコービ＝マーケットが開催される。ユニセフ子供祭は8月にノイエンキルヒェンで開催される。9月にはリートベルクでシュトッペルキルメスが祝われる。また、オクトーバーフェストも行われる。

### 郷土料理・食材
ランデスガルテンシャウ 2008 のために、隣町ランゲンベルクの民間ブルワリー・ホーエンフェルデは、美味で、香ばしく、自然混濁したビール「レオス・ベルンシュタイン」を醸造した。この名称は、1925年まで自然混濁した琥珀色のビール「レオポルツ」を製造していたリートベルクのブルワリーを記念したものである。同じレシピに基づいて現在はこのブルワリーで「マリエンフェルダー・クロスタービール」を製造している。

## 経済と社会資本
リートベルクは、中小企業の多角的な経済構造を有しており、大企業は存在していない。自動車部品メーカーのレーア・コーポレーションはリートベルクに支社を有している。この支社が本市の最大の雇用主である。最も有力な経済分野は製造業であり、リートベルクで勤務する 11,323人の社会保険支払い義務のある労働者の 56.7 % がこの職種に就いている。この他では、26.4 % が商業・接客業・交通・流通業、15.7 % がその他のサービス業に従事している。リートベルクの労働者の 1.2 % が農業に就労している（2014年6月30日現在）。企業の主力分野は、家具産業、機械製造業、食品産業、再生可能エネルギー分野である。
リートベルク市は、歴史的中心街の活性化のために2017年半ばに内市街にシティー＝アウトレットの立地を計画している。ラートハウス通り沿いの 15軒の不動産が売り場として利用される。

### 交通
連邦道 B64号線がリートベルクを迂回するバイパス道路として市内を通っている。この道路はリートベルクと、北西はレーダ＝ヴィーデンブリュック方面や 10 km 離れたアウトバーン A2号線と結んでおり、南東はパーダーボルン方面とを結んでいる。州道 L782号線は北のフェルルに、L836号線はランゲンベルク方面に通じている。
ギュータースロー、レーダ＝ヴィーデンブリュック、リップシュタット、デルブリュック方面行きの地域バスが、それぞれ一定の間隔で運行している。リートベルクは「デア・ゼクサー」運賃連合（OWL交通GmbH）の適用地域に属している。リップシュタット行きおよびデルブリュック行きのバスには越境料金が適用される。
本市に鉄道は通っていない。最寄りの駅は、レーダ＝ヴィーデンブリュック駅、ギュータースロー中央駅、リップシュタット駅である。1902年から1958年までリートベルクはゼンネブリッツの旅客近郊鉄道で結ばれていた。この鉄道はヴィーデンブリュックからリートベルクやデルブリュックを経由してゼンネラーガーまで運行していた。1990年代末には貨物運行も廃止され、軌道が撤去された。
エムス川沿いにヘーフェルホーフからエムデンに至る全長 375 km のエムス自転車道や 全長約 500 km のウェルネス自転車ルートがリートベルクを通っている。
リートベルクでランデスガルテンシャウが開催される2008年以前から、自転車道「ランデスガルテンシャウ＝ルート」がこの街を偶然通っていた。この自転車道は、当時、かつてランデスガルテンシャウを開催した6都市を結ぶ自転車道であった。ルートは、リューネンのゼーパルク（1996年開催）から、ハムのマクシミリアンパルク（1984年開催）、エルデのフィーアヤーレスツァイテン＝パルク（2001年開催）、レーダ＝ヴィーデンブリュックのフローラ・ヴェストファーリカ（1998年開催）を通って、パーダーボルンのシュロス・ウント・アウエン・パルク（1994年開催）までを結んでいた。リートベルクは2008年からこのルートの 5番目のステーションとなっている。
最寄りの空港は約 32 km 離れたパーダーボルン/リップシュタット空港である。ドルトムント空港とミュンスター・オスナブリュック国際空港はどちらも約 79 km の距離にある。

### メディア
リートベルクでは日刊紙が 4紙刊行されている。月曜日から土曜日まで毎日刊行されるのは、本社をビーレフェルトに置くノイエ・ヴェストフェリシェとヴェストファーレン＝ブラット、エルデにあるデイー・グロッケである。リートベルクで入手可能なこれら 3紙の地方面はギュータースロー郡の少なくとも一部をカバーしている。リップシュタットのデア・パトリオットは、ハムのヴェストフェリシャー・アンツァイガーの地域版であり、編集の重点はゾースト郡の記事に置かれている。この他に14日間隔で無料のタウン誌「リートベルガー・シュタットアンツァイガー」が刊行されている。このフリーペーパーは家庭のポストに配布され、あるいは商店で入手できる。
リートベルクは、西部ドイツ放送のビーレフェルト地方スタジオおよびローカルラジオとして報道番組を放送するラジオ・ギュータースローの放送エリアに属している。

### 公共機関
リートベルクとノイエンキルヒェンの病院は、1975年に老人養護ホームに改築され、病院の設備はない。このため最寄りの病院はレーダ＝ヴィーデンブリュックとギュータースローの病院であり、この他にパーダーボルンやリップシュタットの病院も利用される。
リートベルク消防団は、リートベルク、マストホルテ、ノイエンキルヒェンの3つの消防隊で構成される。この他に全市をカバーする青年消防団もある。
旧6年制ギムナジウムに入居している市立図書館は、25,000点以上のメディアを収蔵している。さらに教区組織は計 8,000点のメディアを有する 6つの教区図書館を運営している。
リートベルク地区には多くの水槽を有する屋外プールがある。この他に学校プールとしても用いられる屋内プールがある。

### 教育
本市には、あらゆる種類の学校が13校ある。このうち基礎課程学校は6校で、ドライ＝ブーヒェン基礎課程学校ボーケル、ルードルフ＝ブラハト基礎課程学校マストホルテ、カトリック基礎課程学校ノイエンキルヒェン、エムスシューレ・リートベルク、マリエンシューレ・ファーレンゼル、カトリック基礎課程学校ヴェスターヴィーエである。本課程学校は、マストホルテとノイエンキルヒェンにキャンパスを持つ市立ゲマインシャフツ本課程学校リートベルク、実科学校は市立実科学校リートベルク、ギムナジウムはギムナジウム・ネポムケウム・リートベルク、総合学校はリヒャルト＝フォン＝ヴァイツゼッカー総合学校リートベルクの各1校、養護学校はマルティンシューレ・リートベルク＝フェルル、ギュータースロー郡立ヴィーゼンシューレ、ギュータースロー郡立パウル＝マール＝シューレの3校がある。2014年現在本課程学校と実科学校は新規入学募集を行っておらず、2018年に廃止される予定である。その後のリートベルクの学校制度は、ギムナジウムと総合学校上級課程の二本柱モデルに移行する。この両校はトルフヴェーク/タイヒヴェークの学校センターの敷地内に位置している。
2014年10月15日現在、本市には 311人の教職員、3,595人の児童・生徒がいる。児童・生徒のうち 1,153人が基礎課程学校、218人が本課程学校、553人が実科学校、1,058人がギムナジウム、311人が総合学校、282人が養護学校に在籍している。
成人教育については、レッケンベルク＝エムス市民大学目的連合のリートベルク市民大学がこれを担っている。音楽教育については、ギュータースロー郡音楽学校のリートベルク校がある。

### 地元企業
リートベルクは食品の流通および小売業者であるリューニング＝グループの本社所在地である。このグループの2005年の売り上げは2億6千万ユーロであった。ヴィーゼンホーフ・ゲフリューゲルヴルストはレヒターフェルト（フィスベークに本社を置く PHWグループ（食品加工業）の会社である。フレトットはファーレンゼル地区でオフィス家具および学校家具を製造している。1848年からシュパイト・オルガン製造はリートベルクでオルガンの製造を行っている。

## 人物

### 出身者

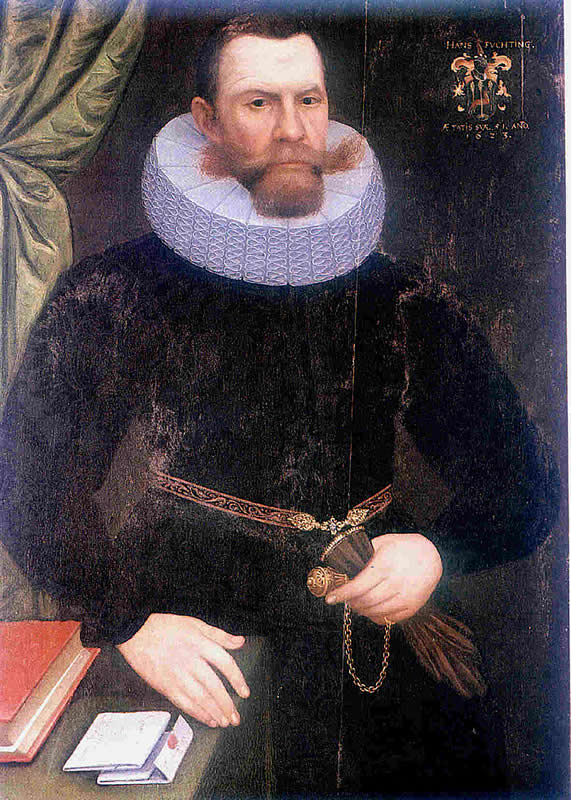
ヨハン・フュヒティング

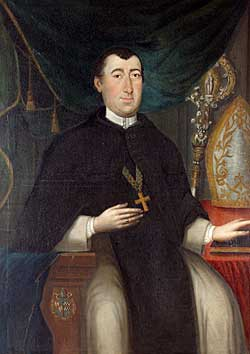
フローレンティヌス・ラインキング

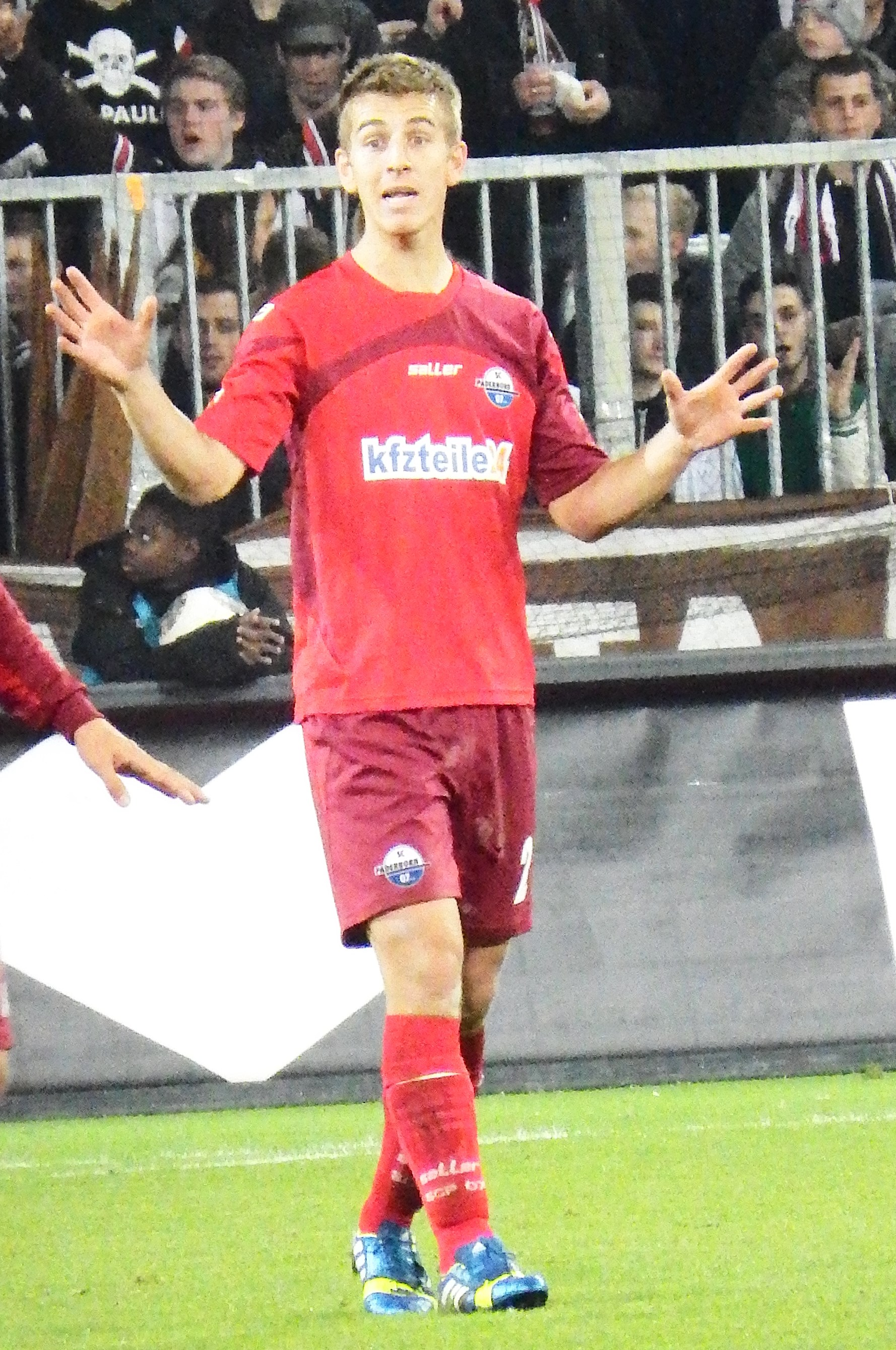
ウーヴェ・ヒューネマイアー

リートベルクは、同名の伯領の宮廷都市であったため、多くの伯がこの街で生まれている。リートベルクの最後の男系後継者がアムスベルク伯家のヨハン2世（1523年頃 - 1562年）である。彼は「向こう見ずなヨハン」と呼ばれた。コンラート・ヴィベーキングは、15世紀にリートベルクで生まれ、商人として成功してハンザ都市リューベックの参事会員となり、1544年に亡くなるまでその地位にあった。
商人で芸術家のパトロンでもあったヨハン・フュヒティング（1571年 - 1637年）もリートベルク出身で、16歳以後はリューベックで育った。ゴットランド島で自立した後、リューベックに戻り結婚した。子供を遺さず亡くなった後、彼の莫大な遺産の半分は「貧しい人の役に立つよう」財団に寄贈された。この財団により、船員や商人の未亡人のための居住施設フュヒティングスホーフが設立された。
フローレンティヌス・ラインキング（1698年 - 1757年）は、16歳でマリエンフェルト修道院に修練士として入った。酒蔵主任を経て1746年に修道士の集会で修道院長に選出された。
フランツ・クリストフ・ナーゲル（1699年 - 1764年）はヨハン・コンラート・シュラウンと同じ時期にパーダーボルンの神学校で学んだ。修学後建築家となったナーゲルは、1725年にパーダーボルン司教領の宮廷・領邦建築責任者に就任した。彼はここで街道、街路、橋、教会やその他の建物の建造を管轄した。
フランチェスコ会の神父マウリッツ・アイルマン（1763年 - 1809年）は、リートベルクのギムナジウム・ネポムケウムで学んだ。アイルマンは、1798年までフェヒタのギムナジウムで教鞭を執っていた。彼はこの年に対数表を開発し、19世紀の初めに発表した。
教育者ヨハンナ・ペリツェウス（1824年 - 1912年）は 30歳の年に専門教育を始めた。1859年にパーダーボルンの私立カトリック系学校女学校の設立申請を提出した。その少し前に福音主義系の女学校が開校していたため、この申請は速やかに許可された。現在のペリツェウス＝ギムナジウム・パーダーボルンの設立も同じ年であった。
芸術家クリステル・シュルテ＝ハンハルト（1926年 - ）はリートベルクで生まれた。彼女はクレーフェルトとリートベルクで暮らし、活動を行っている。1979年から1984年までデュッセルドルフの芸術アカデミーで学び、1984年から1985年と1987年から1988年に勉学目的でニューヨークに滞在した。1984年以降数多くの展覧会を国内外で行っている。
州議会議員ゲルハルト・ノルトマン（1913年 - 1996年）は法学と政治学を学び、ハーゲンとボンの地方裁判所で検事を務め、ハム/ヴェストファーレン上級地方裁判所の主席検事となった。1962年から1970年までノルトライン＝ヴェストファーレン州の州議会議員を務めた。
芸術家アデーレ・フィルブリー（1936年 - ）はフリートベルクでアデーレ・フォイアーボルンとして生まれ、ミュンスターで暮らし、活動している。彼女は1971年から1973年までミュンスターのデザイン専門大学で、主に陶芸を学んだ。1974年にミュンスター手工業会議所で陶芸の職人検定審査に合格した。1975年以降数多くの展覧会を開催している。
CDUの政治家フーベルト・ダイテルト（1941年 - ）はリートベルクで育ち、ヴィーデンブリュックの農業学校を卒業した後、親の農場で農業に従事した。ダイテルトは、1977年から20年間リートベルク市長を務めた。1994年に連邦議会議員に選出され、2009年にその任期を終えた。
造形芸術家ミヒャエル・シュタイナー（1955年 - ）は、1977年から製造工学を学び、その1年後に造形芸術のトレーニングを始めた。1988年に磁石を使った表面処理の方法を見出した。
芸術家ウルズラ・ホーナーラーゲはリートベルクで暮らし、活動している。彼女は、RIETBERGER芸術家グループの共同創設者で、国際芸術家グループ PARADOX　および女性芸術家フォーラム-owl e.V. の会員である。彼女の活動は一定の芸術のみに限らず、素材、色彩、技術の面で様々な実験を行っている。
かつての州議会議員ミヒャエル・ブリンクマイアー（1968年 - ）は物理学を学び、1992年に科学修士の学業を修めた。ゲッティンゲンやストックホルムで助手を務めた後、1997年から2000年までマッキンゼー・アンド・カンパニーで企業コンサルタントを務めた。ブリンクマイアーは2000年から2012年まで CDU所属のノルトライン＝ヴェストファーレン州州議会議員であった。
サッカー選手のウーヴェ・ヒューネマイアー（1986年 - ）は、DJKボーケルの少年チームでこのスポーツを始めた。1998年から FCギュータースロー、2000年からボルシア・ドルトムントに所属した。2005/06年シーズンにブンデスリーガ1部の試合に初出場した。2013/14年シーズンから2部の SCパーダーボルン07 に所属し、2015年からはイングランドのブライトン・アンド・ホーヴ・アルビオンFCに移籍した。
リートベルク出身の女性アンナ＝マリア・ツィンマーマン（1988年 - ）は、2005年秋にRTLテレビジョンのタレントショー「Deutschland sucht den Superstar」（直訳すると「ドイツはスーパースターを捜している」）に参加した。2007年からソロシンガーとして活動している。

### ゆかりの人物
女流作家のドーラ・ホーフェルト（1860年 - 1931年）は、現在はレオポルツヘーエに属すグート・ニーダーバルクハウゼンでルイーゼ・ヨゼフィーネ・ユリー・テオドーレ・テンゲとして生まれた。彼女が幼い頃にリートベルクに移り住んだ。彼女の祖父が旧伯領を購入していたため、父はリートベルクに土地を有していたのである。彼女は5歳の頃からすでに童話や詩を書いていた。最初作品『Aus dem Krautwinkel』は1905年に出版された。
芸術家ヴィルフリート・コッホ（1929年 - ）は、デュースブルク出身で、1979年にファーレンゼルに引っ越した。コッホは、1982年から彫刻に専念している。その作品の多くはブロンズで創られている。

### 特定の建築に関する文献
- Hermann Eickhoff: Schloss Rietberg – Beiträge zu seiner Geschichte. In: Heimatverein der Stadt Rietberg (Hrsg.): Heimatkundliche Reihe. Bd. 3, Rietberg 1989.
- Regina Fritsch: Das Brigittenhäuschen. Detmold 1986 (Einzelführer des Westfälischen Freilichtmuseums Detmold, Heft 6).
- Alwin Hanschmidt: 500 Jahre Pfarrkirche St. Johannes Baptista Rietberg 1483–1983. Rehling, 1983, ISBN 3-924088-00-4.
- Benno Nordberg: Franziskanerkirche St. Katharina Rietberg. In: Schnell Kunstführer. Nr. 1155, München/Zürich 1978.
- Walther Tecklenborg: Die St.-Johannes-Kapelle in Rietberg – Eine Perle des Spätbarock 1748–1948. Münster 1948.
- Walther Tecklenborg: Das Franziskanerkloster Rietberg und seine Gründer. Rietberg 1955.

これらの文献は、翻訳元であるドイツ語版の参考文献として挙げられていたものであり、日本語版作成に際し直接参照してはおりません。

### 訳注
1. ↑  ドイツ北部で見られる家屋の建築様式で、大きな入り口扉を備えた広い土間を持つ建物。Diele = 玄関フロアで、北部では特に土間を意味する。